# Remparts et portes de ville de Bordeaux
Des portes de ville de Bordeaux, il n'en subsiste plus que six  de nos jours, deux du Moyen Âge, la porte Saint-Éloi, dite de la Grosse Cloche (la plus ancienne) et la porte Cailhau (ou porte du Palais) et également quatre portes du XVIIIe siècle : la porte d'Aquitaine, la porte de Bourgogne (ou porte des Salinières), la porte Dijeaux (ou porte Dauphine), et la porte de la Monnaie.
Durant des siècles, la ville fut fortifiée afin de se protéger des attaques, d’en contrôler les accès et de prélever des taxes sur les marchandises.
L’Intendant Tourny prit ensuite la décision d’ouvrir la ville au XVIIIe siècle, et d’en faciliter l’accès. Il remplaça alors d'anciennes portes médiévales par des portes monumentales prenant souvent la forme d’arcs de triomphe.

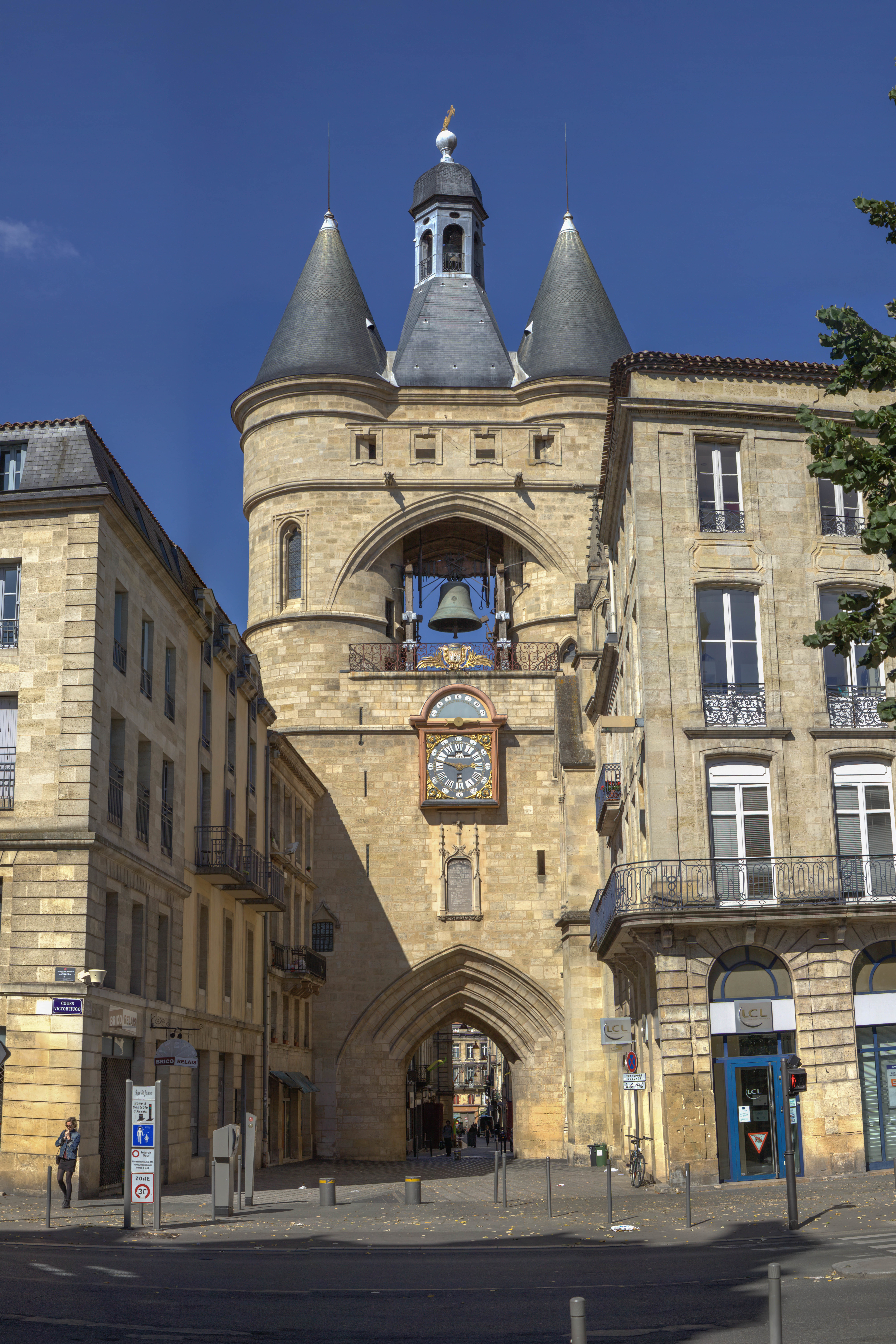
Porte Saint-Éloi (La Grosse Cloche).
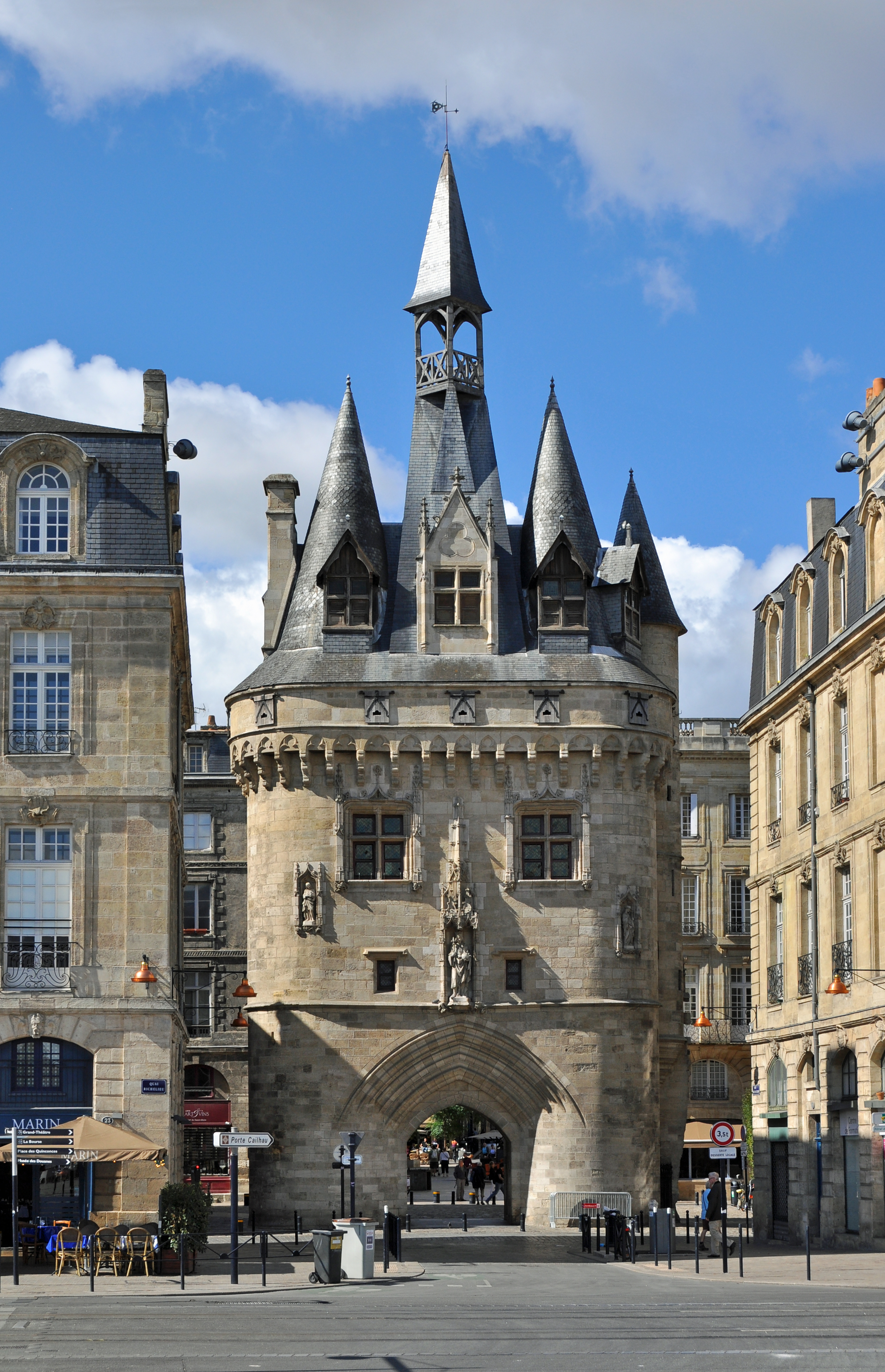
Porte Cailhau.
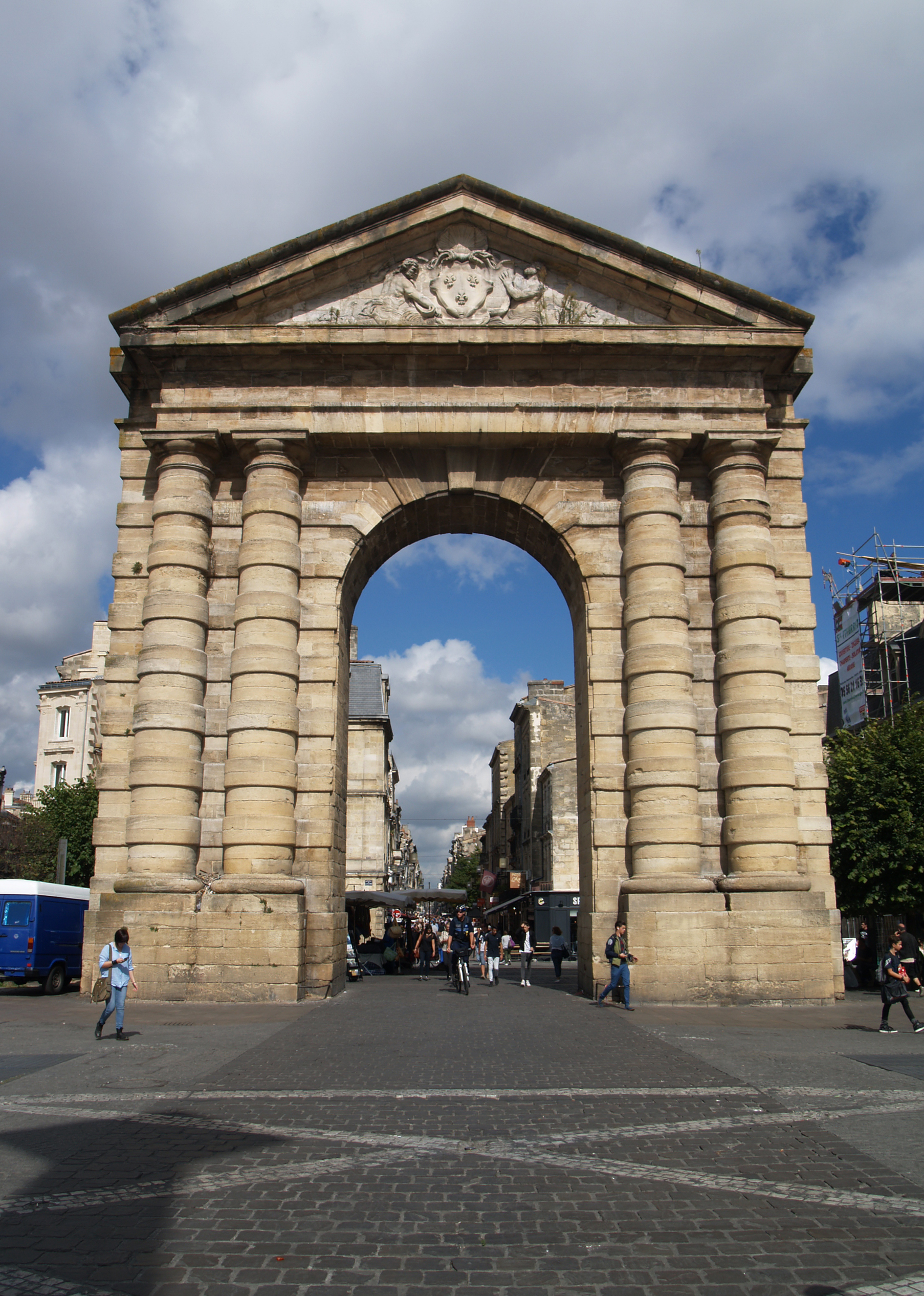
Porte d'Aquitaine.
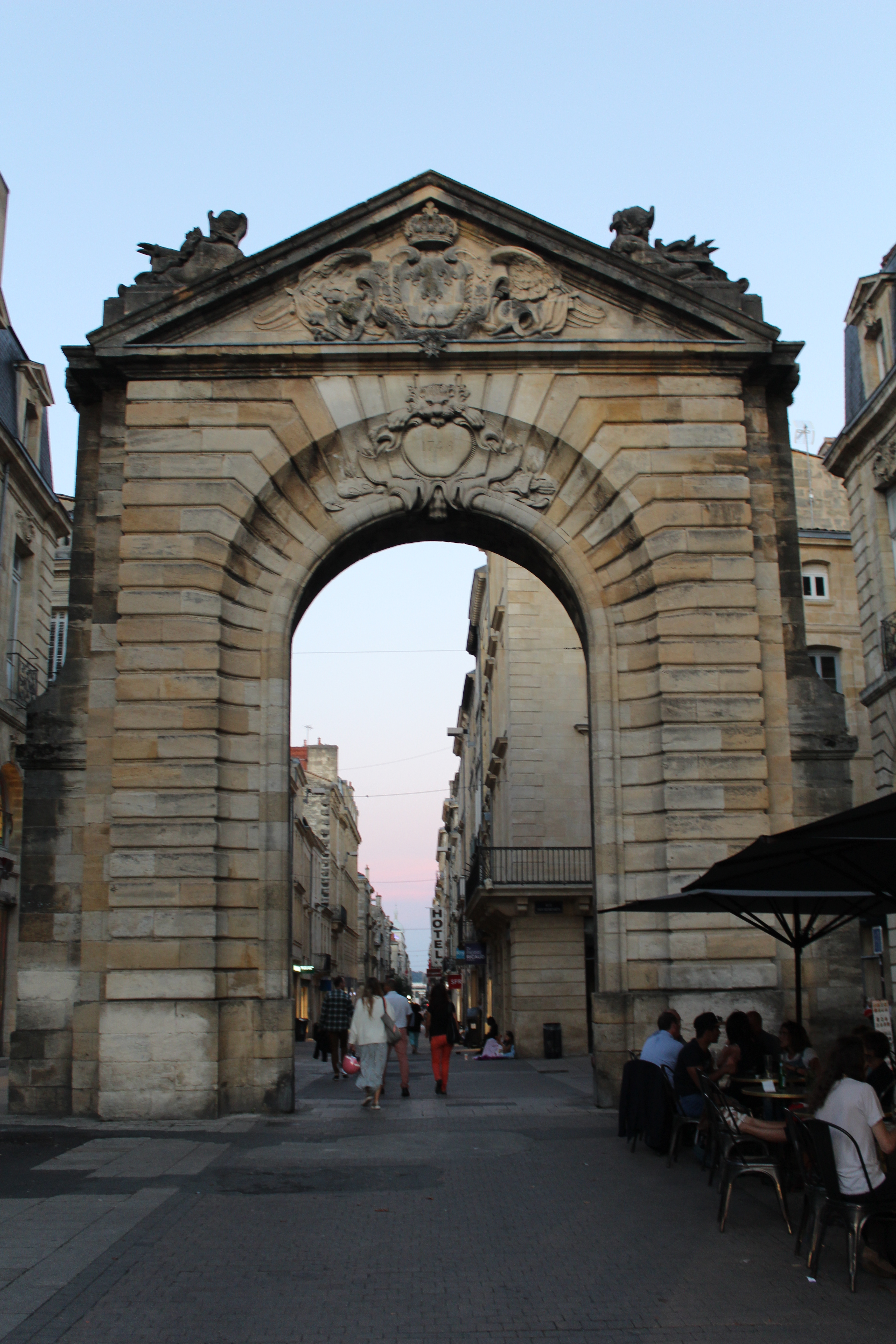
Porte Dijeaux.
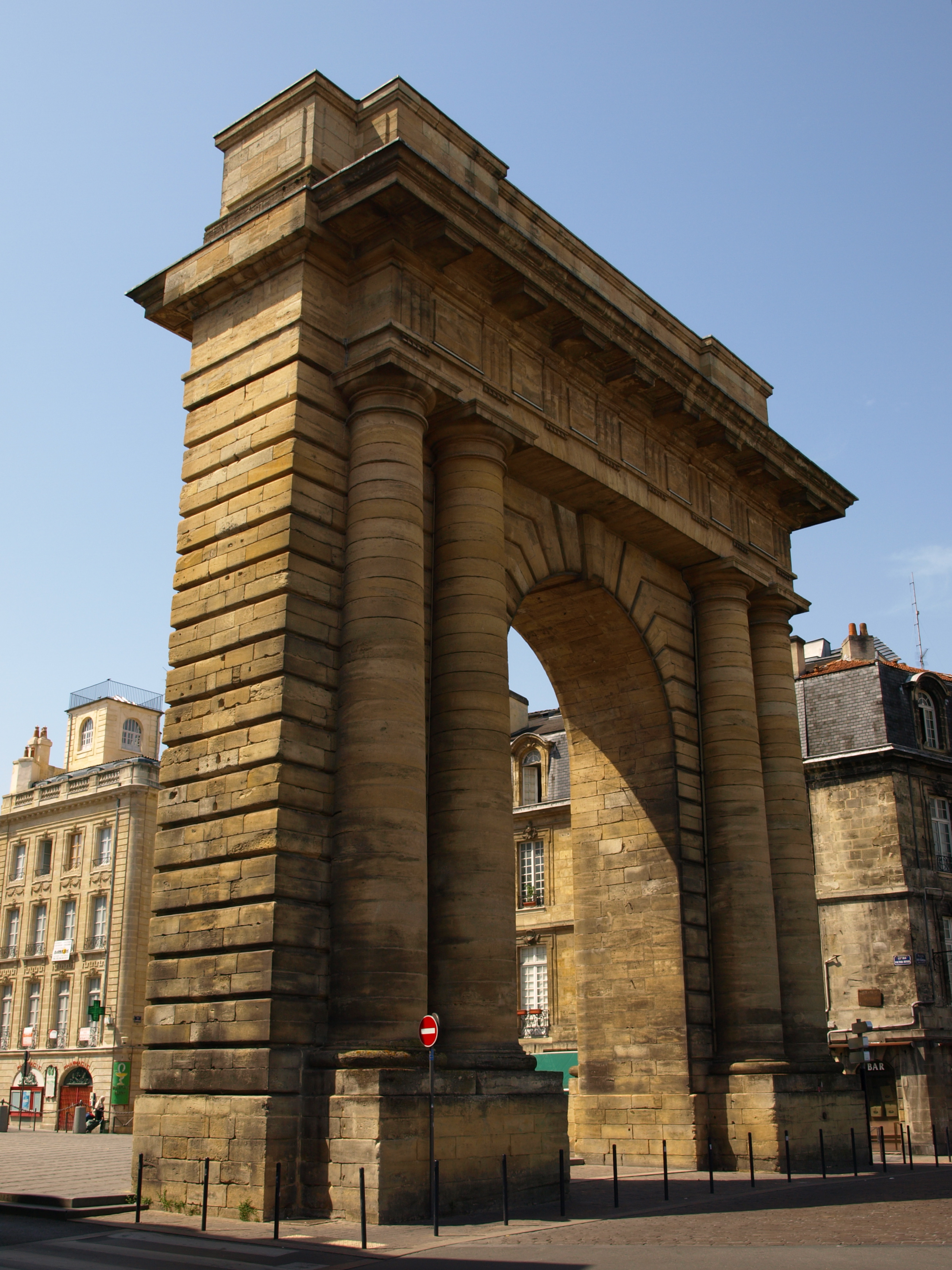
Porte de Bourgogne.
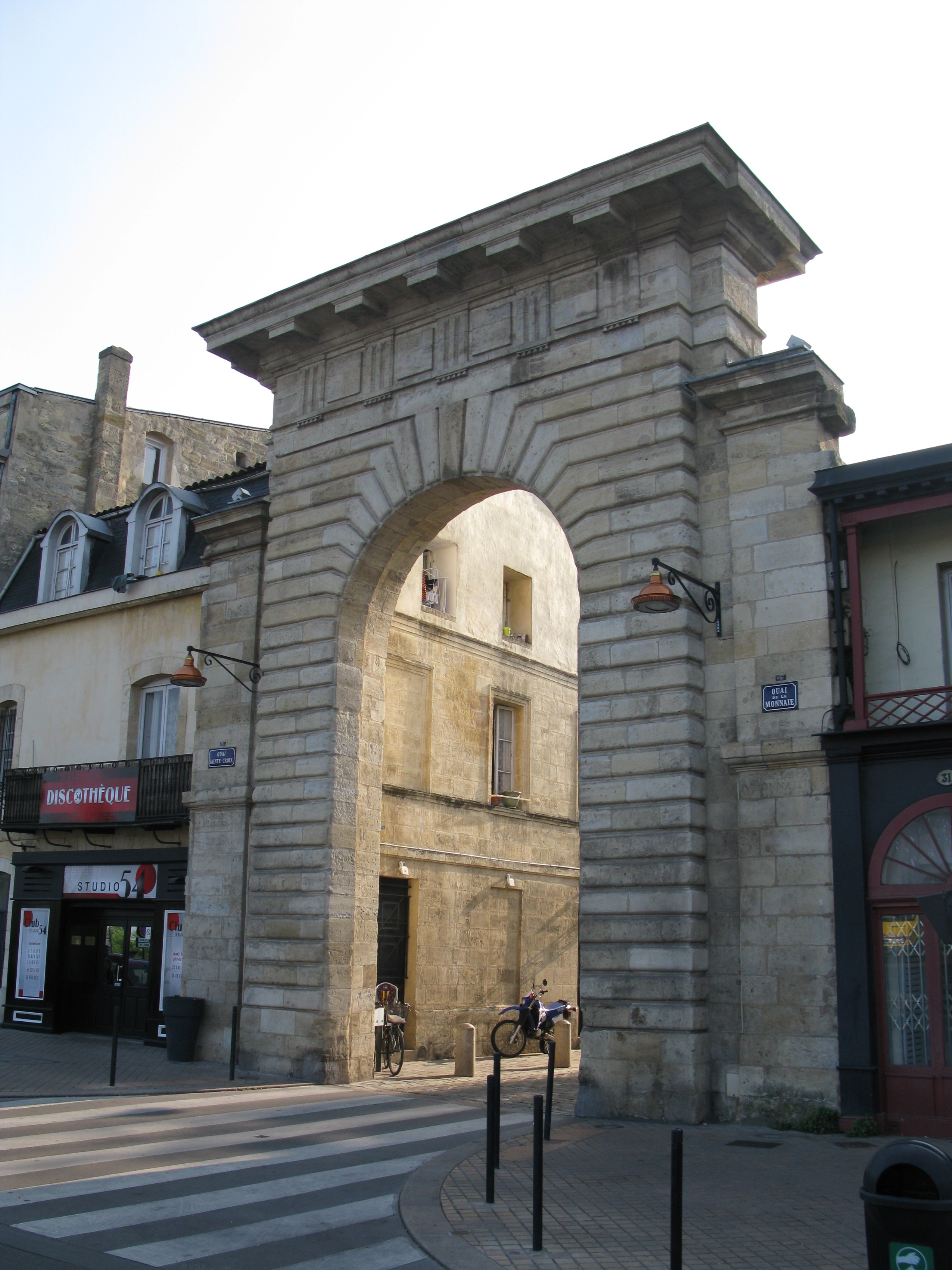
Porte de la Monnaie.

## Descriptions

### La porte Saint-Éloi et la Grosse Cloche

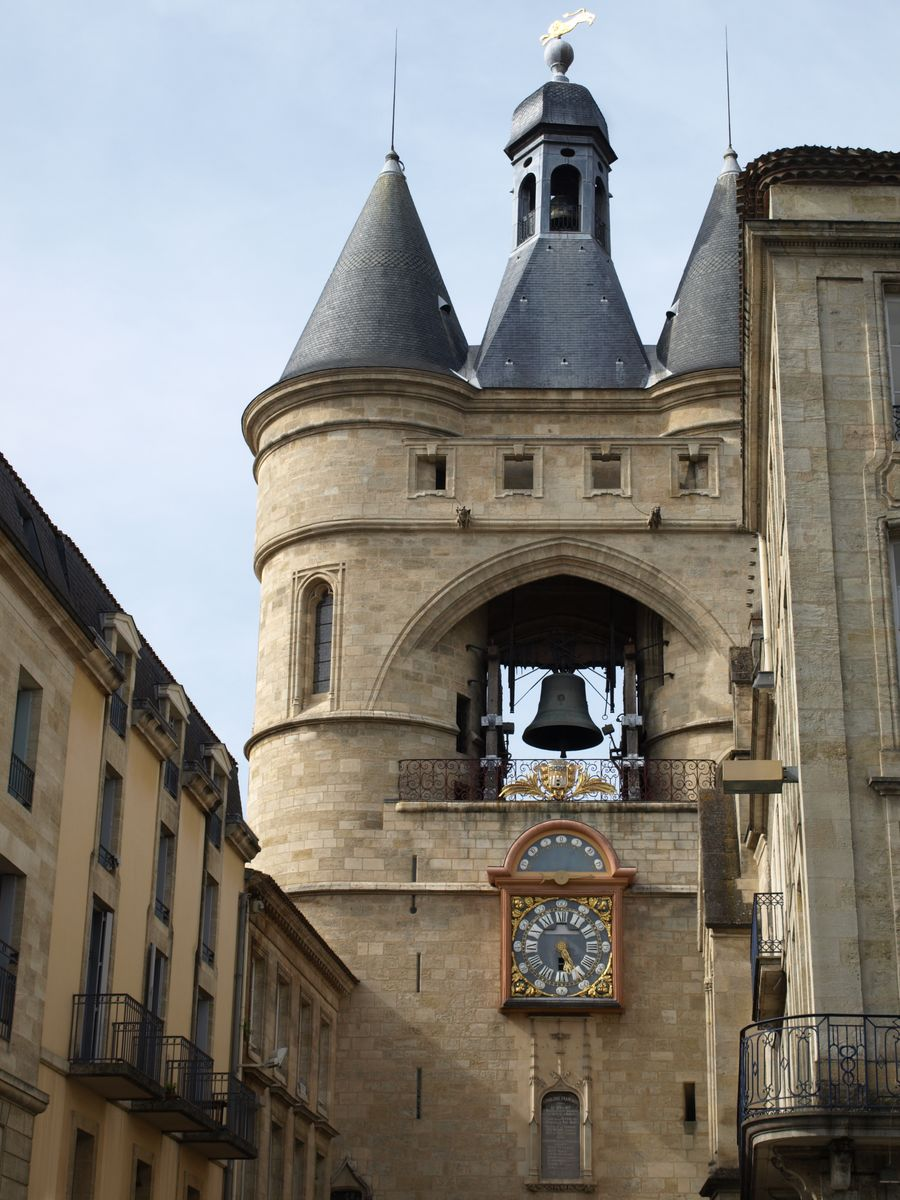
La Grosse Cloche.

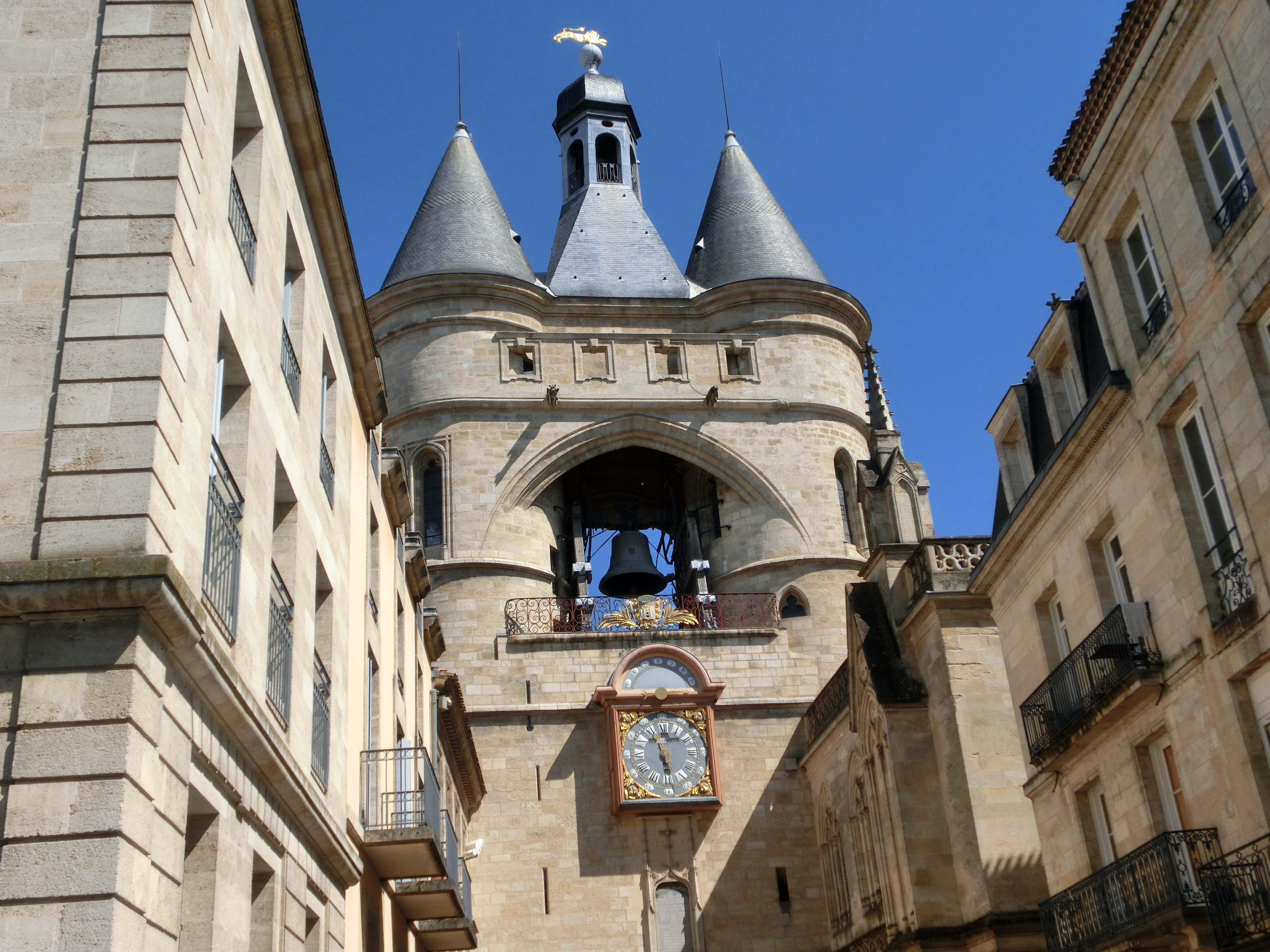
La porte en 2013.

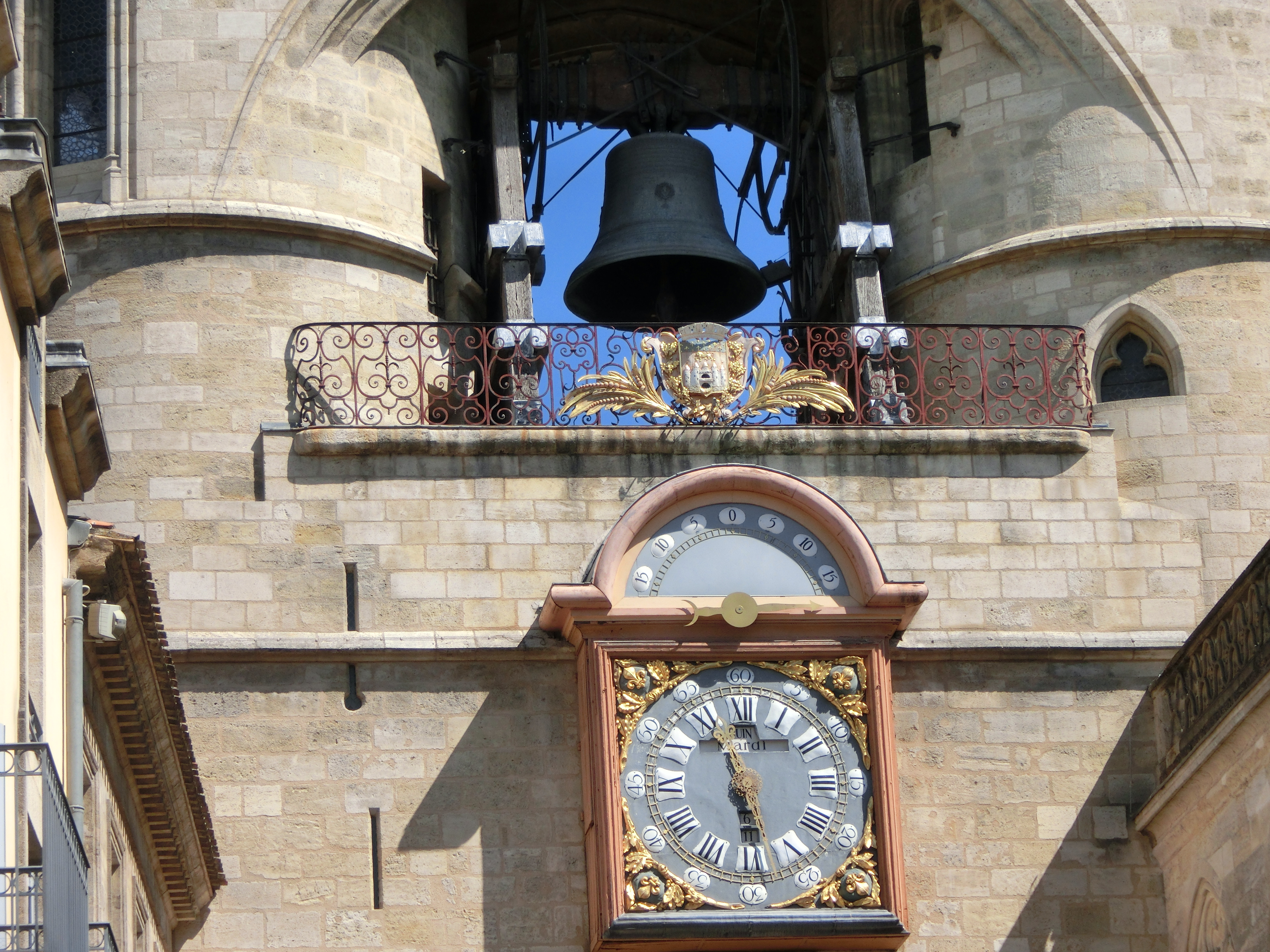
La grosse cloche de la porte Saint-Éloi en 2013.

Des six portes que compte actuellement Bordeaux, la porte Saint-Éloi (du nom de l'église accolée)  est la plus ancienne que la ville conserve du Moyen Âge.
Elle est aussi appelée porta Sancti Jacobi (car située sur le chemin de Saint-Jacques de Compostelle). Le beffroi de l'ancien hôtel de ville a été surnommé "la Grosse cloche".
C'est un des rares monuments civils (avec la porte Cailhau) que la ville conserve du Moyen Âge.
Elle a été édifiée au XVe siècle sur les restes de l'ancienne Porte Saint-Éloy (dite aussi porte Saint-James) du XIIIe siècle (adossée à l’église Saint-Éloi du XIIe siècle), ouverte sur le rempart du XIIIe siècle et sous laquelle passaient les pèlerins de Saint-Jacques en route pour Compostelle. D'où le nom de la rue Saint-James voisine, Saint James étant le nom gascon de Saint Jacques.
Toutes les modifications successives effectuées entre le XVeet le XVIIe siècle transformèrent la physionomie primitive de cette porte devenue beffroi, le clocher du ban communal lui ayant été adjoint dès le XVe siècle.
Les magistrats de la ville sonnaient la cloche pour donner le signal des vendanges et alerter la population en cas de débuts d'incendies.
C'est la raison pour laquelle elle est depuis toujours le symbole à la ville et figure encore aujourd'hui sur les armoiries de la cité. Les Bordelais sont très attachés à cette cloche.
Lorsque le roi voulait les punir pour leur insubordination, il faisait enlever la cloche : les habitants ne tardaient guère alors à rentrer dans le rang pour retrouver leur emblème. C'est ainsi qu'elle est enlevée aux Bordelais par le roi Henri II et brisée pour les punir de leur révolte de 1548 (la Jacquerie des pitauds); la cloche revint en 1561 pour la plus grande joie des habitants.
La Grosse Cloche est composée de deux tours circulaires de 40 mètres de haut reliées par un bâtiment central et dominée par le léopard d'or.
À l'origine c'était un ensemble de quatre tours rondes et crénelées auxquelles furent adjointes, au XIIe siècle, deux autres tours et ne s'élevait que d'un étage. Ces deux dernières se situaient à l'emplacement du milieu de l'actuel cours Victor Hugo qui était à l'époque un fossé longeant le rempart.
Après l'incendie de 1755, crénelage et campanile viennent couronner les tours couvertes en forme de poivrière.
Au centre de la grille en fer forgé (XVIIIe siècle) qui ferme la baie dans laquelle se trouve la cloche, un écusson représente les armes de la ville tandis que, face nord, des gargouilles grimaçantes du XVe siècle subsistent avec, au-dessous, des inscriptions gravées sur marbre noir et datées de 1592.
La cloche actuelle fut coulée en juin 1775 par le fondeur Turmeau (voir la plaque sous la tour) . Elle pèse 7 800 kg pour deux mètres de hauteur et de diamètre. Elle est classée au titre d'objet depuis le 4 juillet 1991. Elle a sonné la commémoration de la victoire du 8 mai 1945, depuis en raison de son poids et des risques de fissures que pourraient provoquer les vibrations de la cloche, elle n'a sonné qu'à quelques reprises, lors de sa remise en place dans le campanile, à la suite de sa restauration et lors de la visite du Général de Gaulle dans la ville, le 10 avril 1961.
Jusqu'en juin 2016, elle sonnait tous les ans cinq fois par an. Le 1er janvier (nouvel an), le 8 mai (Victoire du 8 mai 1945), le 14 juillet (fête nationale), le 28 août (libération de Bordeaux en 1944) et le 11 novembre (Armistice de 1918) en présence de nombreux spectateurs à 11 heures.
Depuis, elle sonne aussi tous les premiers dimanches du mois
Représenté sur la girouette, le léopard anglais rappelle les armes de la province de la Guyenne anglaise dont Bordeaux était la capitale.
L'horloge construite en 1759 d'après les plans du mathématicien et astronome Paul Larroque a remplacé celle de 1567 exécutée par Raymond Sudre.
Au-dessus d'elle se trouve un cadran à équation solaire.
Ce texte est gravé sur la cloche :
J'appelle aux armes
J'annonce les jours
Je donne les heures
Je chasse l'orage
Je sonne les fêtes
Je crie à l'incendie.

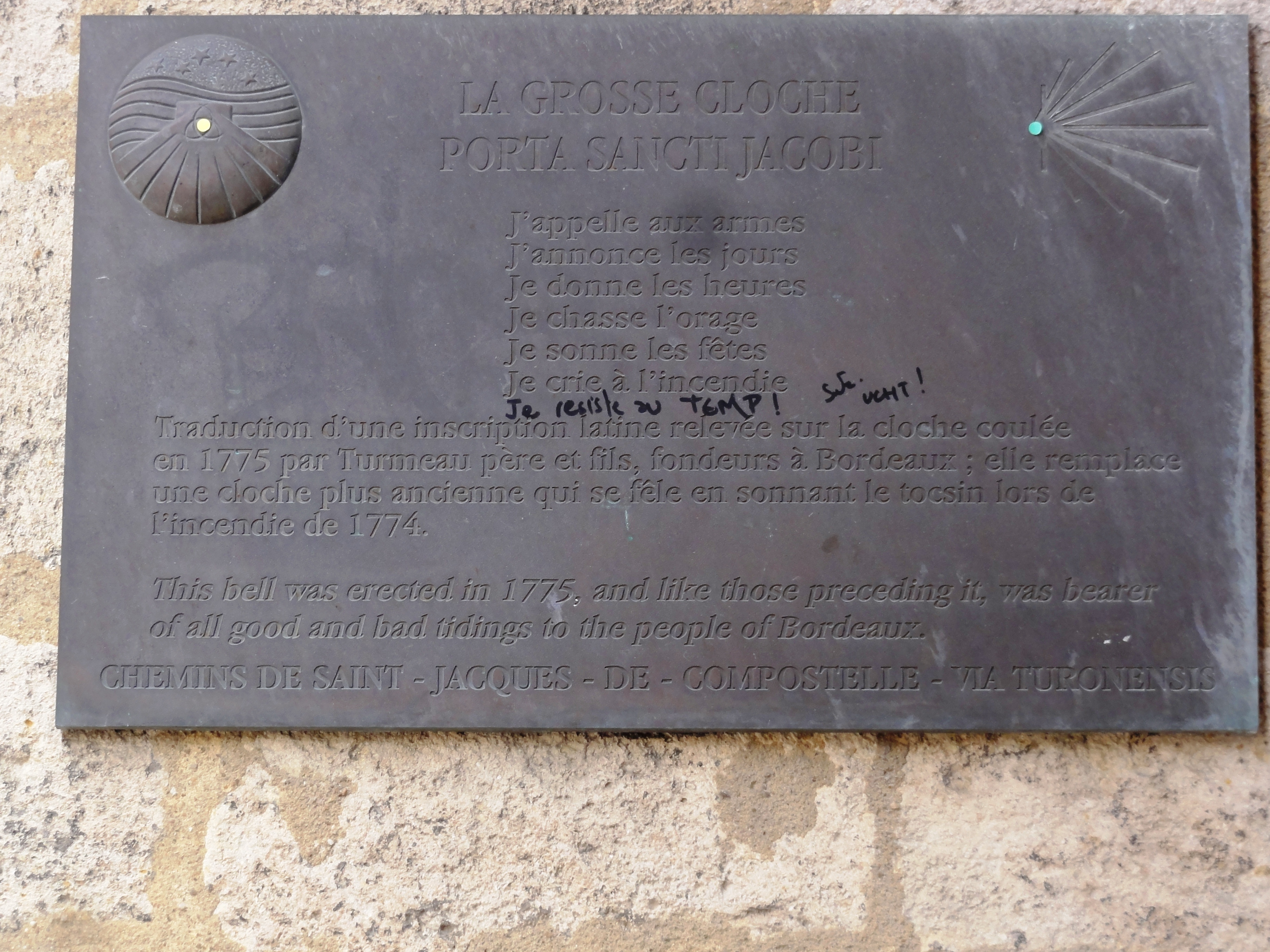
Plaque sur la Grosse Cloche.

La porte et les tours sont classées au titre des monuments historiques par arrêté du 12 juillet 1886.
Elle a été restaurée du 4 au 22 juillet 2016.
La tour est visitable de 13 heures à 19 heures durant l'été.

### Porte Cailhau

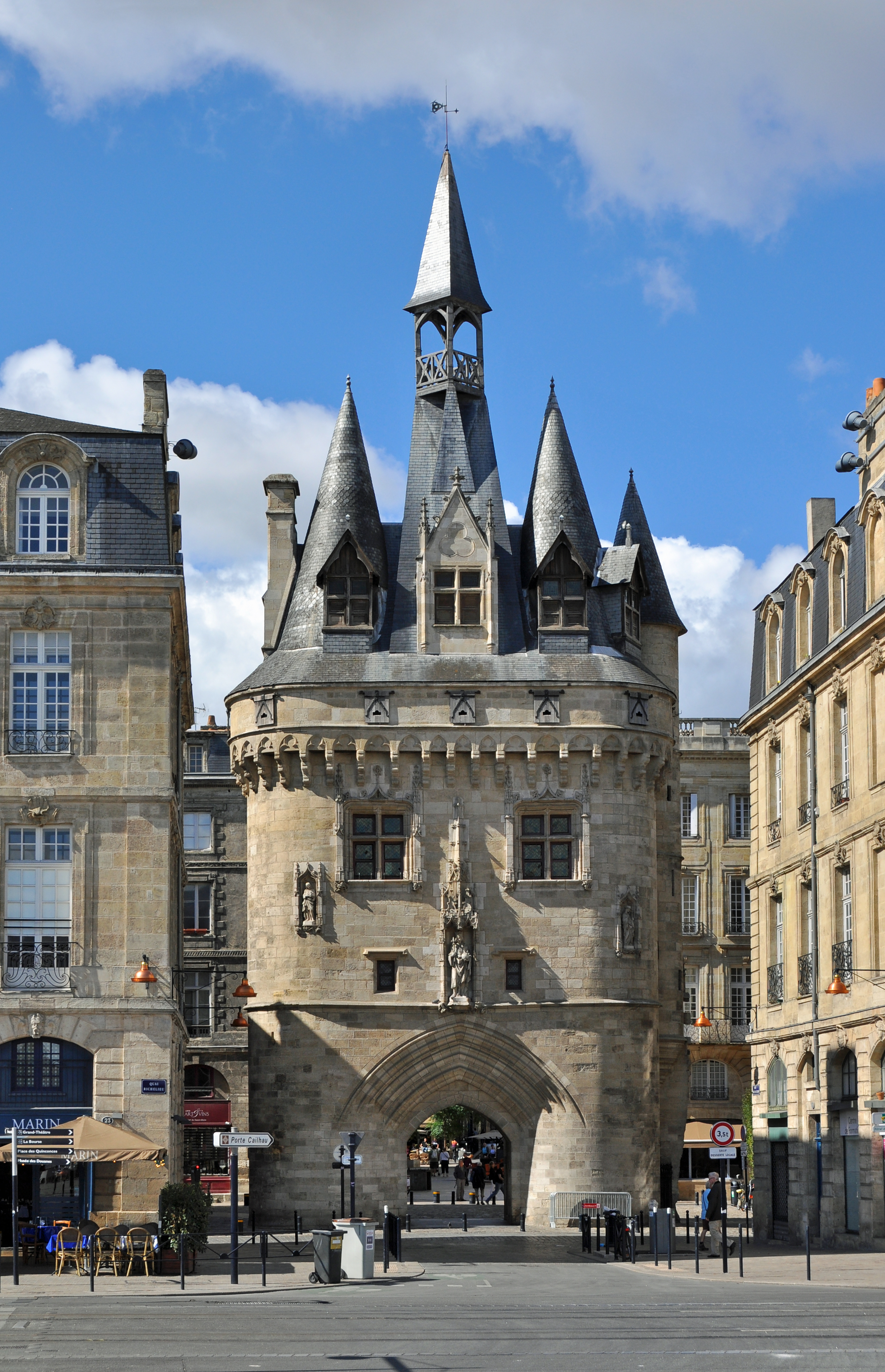
Porte Cailhau.

La porte originelle était implantée dans le rempart du XIVe siècle. Elle a été remplacée par le monument actuel, construit plus près de la Garonne entre 1493 et 1496.
Située entre les embouchures des deux principales rivières de Bordeaux, le Peugue (cours d'Alsace et Lorraine) et la Devèze (rue de la Devise), c'était la principale entrée dans la ville depuis le port. Elle donnait accès au Palais de l'Ombrière, résidence des ducs de Guyenne. Le futur roi de France, Louis VII, y séjourna à l'occasion de son passage à Bordeaux pour son mariage avec Aliénor d'Aquitaine. Au XIIIe siècle, le palais fut remplacé par un autre. À partir de 1462, le Parlement de Bordeaux de Bordeaux y siégea. Ravagé par plusieurs incendies (1597, 1704), il fut démoli en 1800, permettant ainsi l'ouverture de l'actuelle rue du Palais de l'Ombrière.
Élevée dans un style gothique Renaissance (mâchicoulis, toitures aiguës de 35 mètres de haut, lucarnes, lanternes) au XVe siècle, en souvenir de la victoire remportée en 1495 par Charles VIII à la Fornoue, elle faisait office d'arc de triomphe et de porte défensive (présence d'une niche à l'effigie du roi).
Le nom de la tour signifie caillou (calhau en gascon). Il était donné au quai en pente douce situé entre les deux rivières, que l'on « appela le quai daü Caillaü (du Caillou), parce qu'en raison de son utilité, il fut le premier à être pavé en cailloux de rivière. (...) Cette porte se trouvant placée en face du quai du Caillaü, dut naturellement prendre ce nom. »,. Ce nom est partagé avec la puissante famille bourgeoise bordelaise médiévale des Cailhau ou Caillau , établie près du Palais de l'Ombrière non loin de la porte fortifiée qui perpétuerait leur nom, et qui donna plusieurs maires à la ville (XIIIe siècle - XIVe siècle).
Le hasard a voulu qu'en fin de construction, le roi Charles VIII remporte en 1495 à la bataille de Fornoue contre les Italiens, au cours de laquelle l'archevêque de Bordeaux, André d'Espinay conduise un contingent bordelais. Pour commémorer cette victoire, la porte a été dédiée par les jurats à Charles VIII, et ornée de sa statue en marbre blanc, tenant globe et sceptre. La statue, brisée par les révolutionnaires en 1793 a été remplacée par une copie en pierre en 1880. L'architecte initial en fut probablement Raymond Macip. Par la suite, l'édifice a été assez remanié, notamment par l'élargissement de la baie par l'architecte Charles Dardan en 1753-1754. Mais c'est surtout, l'architecte Charles Durand qui la restaure et la dégage des édifices accolés de 1880 à 1890. Ses bas-reliefs alors abîmés sont conservés au Musée d'Aquitaine.
D’un point de vue architectural, c'est un monument de transition gothique-Renaissance  : mâchicoulis le long de tout le périmètre de la tour, herse, lucarnes et meurtrières trahissent son caractère défensif directement hérité du Moyen Âge. Alors que les accolades au-dessus des fenêtres à meneau, la toiture élancée aux élégantes tourelles ou encore les dais flamboyants au-dessus des niches annoncent déjà un caractère plus décoratif propre à la Renaissance.
Il est à noter que les archères donnent du côté du fleuve mais aussi du côté de la ville.
Du côté de la ville, on voit la trace de l'ancien rempart (environ 2 m d’épaisseur et 8 à 10 m de hauteur) dans lequel une porte, donnant actuellement dans le vide, permettait probablement d'accéder au chemin de ronde.
Sur sa façade, côté ville, on peut voir au centre une scène théâtralisée représentant deux anges portant un écusson à 3 fleurs de lys surmonté par un heaume coiffé de la couronne royale. Le tout est au centre d'un chapiteau décoré également de fleur de lys, encadré de rideaux noués par des cordons, avec au sommet un curieux personnage chevelu semblant observé la scène.
Du côté du fleuve, on trouve plusieurs statues : Charles VIII, Saint-Jean l'Évangéliste et le Cardinal d'Épernay, archevêque de Bordeaux, qui était aux côtés du roi lors de la bataille de Fornoue.
En plusieurs endroits, tels que les soubassement de fenêtres, les angles de portes, apparaissent des personnages inquiétants, représentations animales et chimères sculptés dans la pierre.
Plus récemment, le monument a subi une restauration également en 1960 et une mise en lumière. La rénovation de la place du Palais, située à proximité de la porte et réalisée en 2010, permet une mise en valeur du monument. Il est régulièrement ouvert au public pour des visites touristiques et est classé monument historique depuis le 28 mai 1883.

### Porte d'Aquitaine
Quand Tourny a supprimé les portes médiévales, il souhaitait remplacer les quatre tours rébarbatives flanquant l'ancienne porte gothique, la porte Saint Julien datant de 1302 (qui avait pris son nom d'un hôpital voisin créé en 1231 pour soigner lépreux et pestiférés) qui s'ouvrait, au sud de la rue Sainte-Catherine, sur l'actuelle Place de la Victoire, là où jadis se réunissaient les deux routes du Languedoc et d'Espagne par un véritable arc de triomphe, à l'image de la grandeur de la capitale de la Guyenne.
Le 8 juin 1748 fut entreprise sa construction par Portier.
Elle a pris le nom de porte d'Aquitaine le 18 novembre 1753 afin d'honorer le second fils de la Dauphine, le duc d'Aquitaine Xavier de France qui venait de naître.
La porte d'Aquitaine est ornée, d'un côté, des armes royales dans une coquille bivalve et de dieux marins enlaçant l'écusson ; de l'autre, les armes de la ville émergeant d'une coupe sur laquelle retombent fruits et fleurs.
Elle est faite en belle pierre de Saint-Macaire (pierre qui devient dure et rosée), percée d'une arcade de plus de onze mètres de haut et de cinq mètres de large, ornée de bossages en saillie.

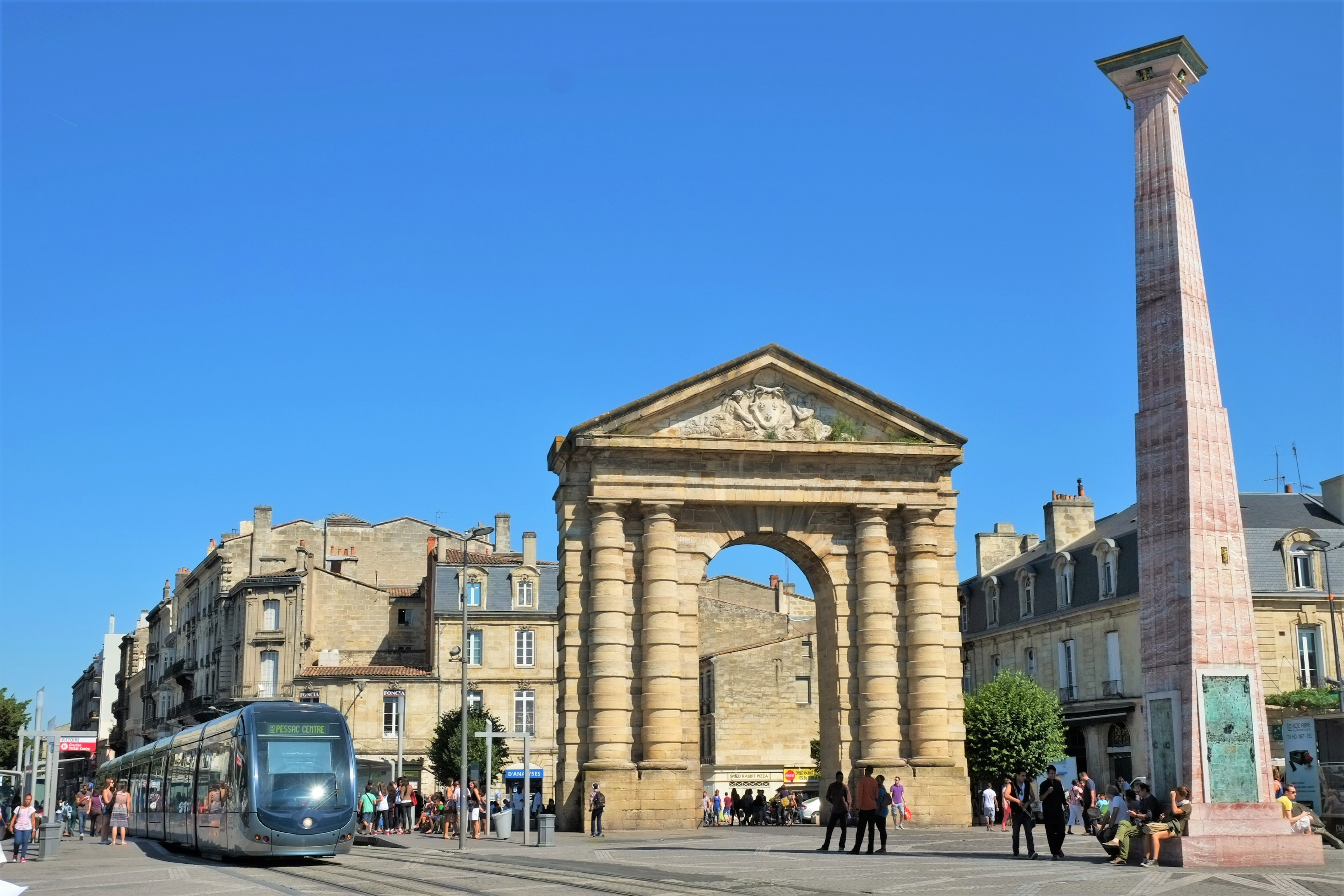
Porte d'Aquitaine, Place de la Victoire.
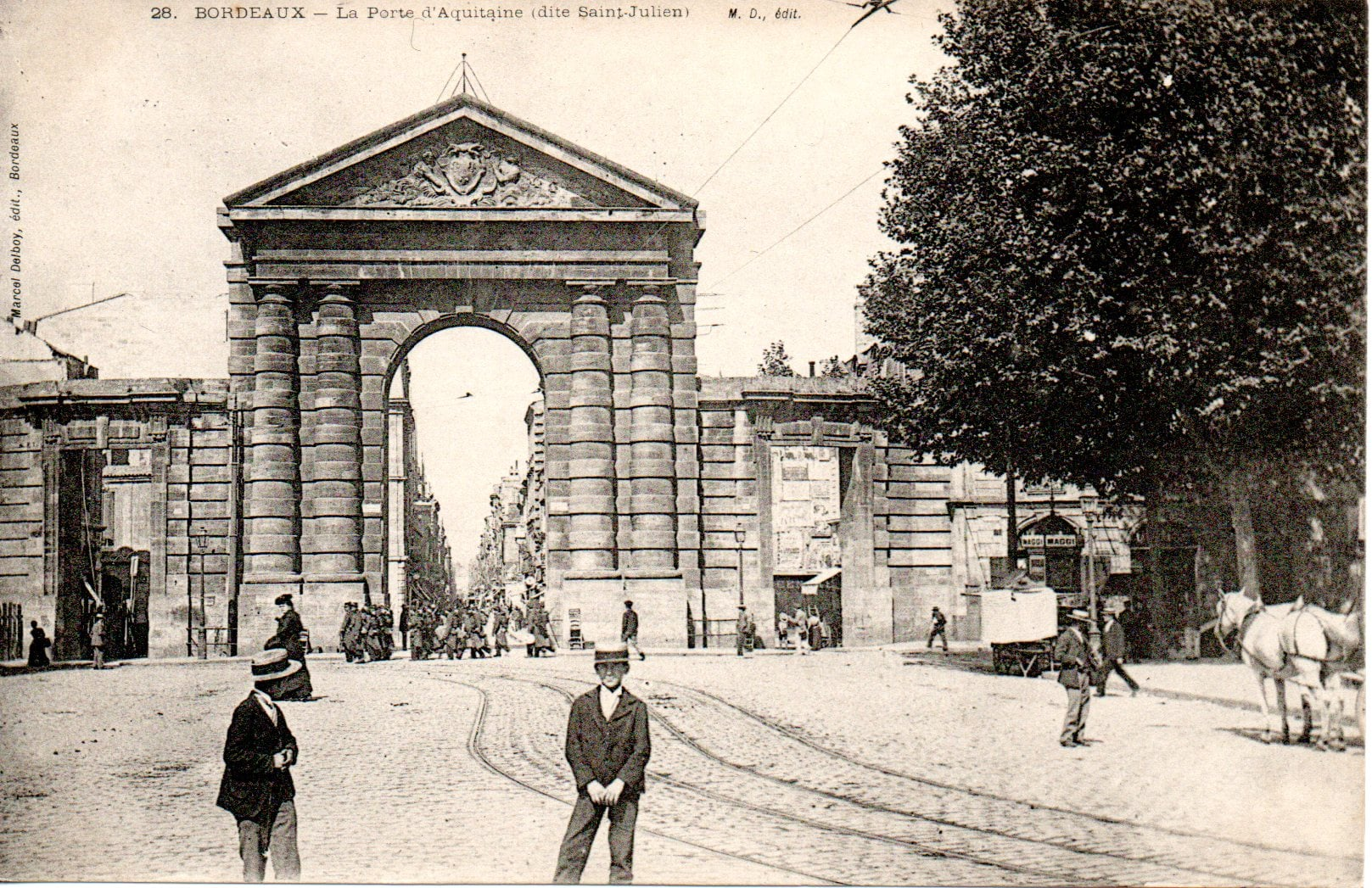
Carte postale de la Porte d'Aquitaine avec les guichets latéraux (avant 1900)
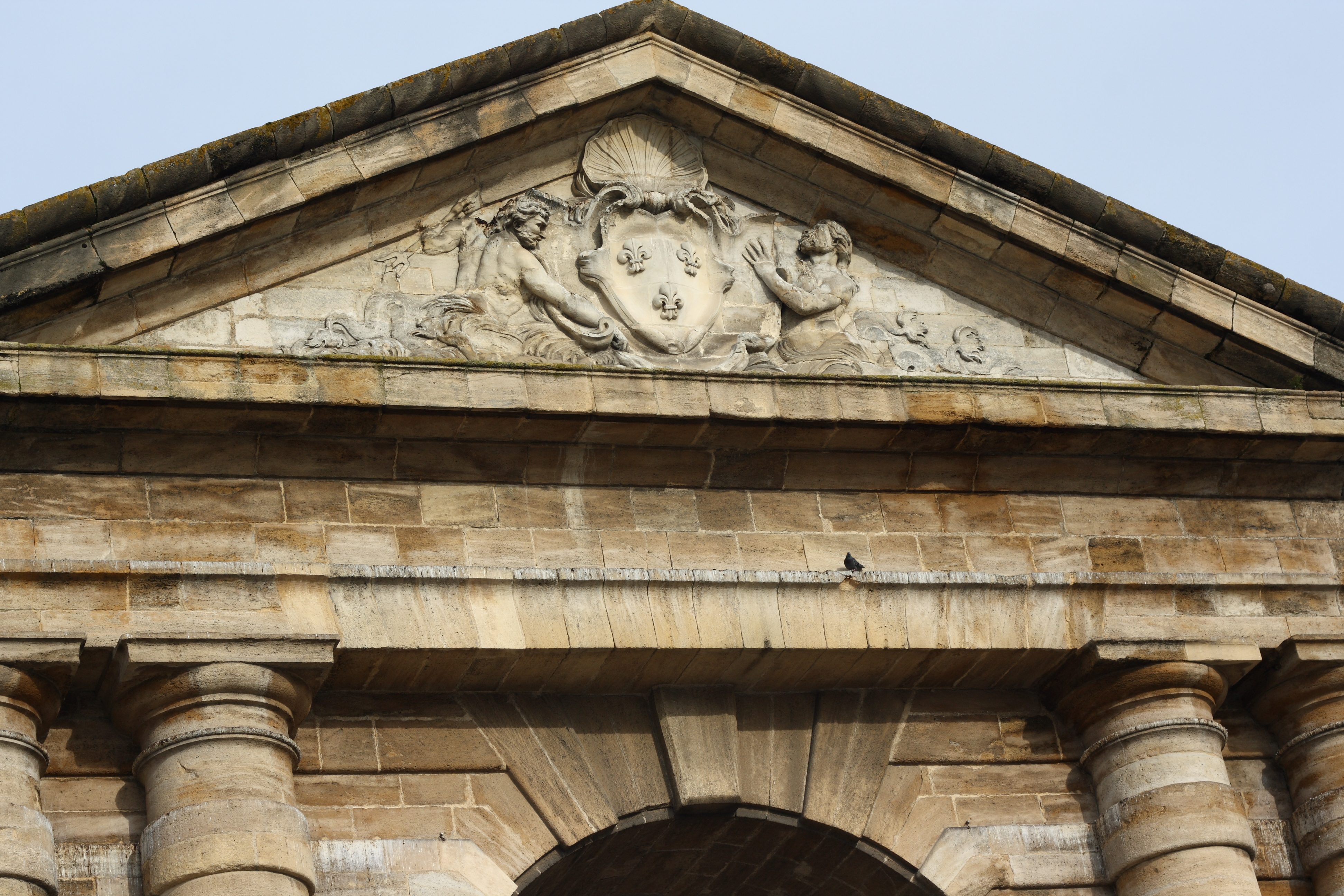
Ornements d'un côté : Armes royales dans une coquille bivalve et dieux marins enlaçant l'écusson.
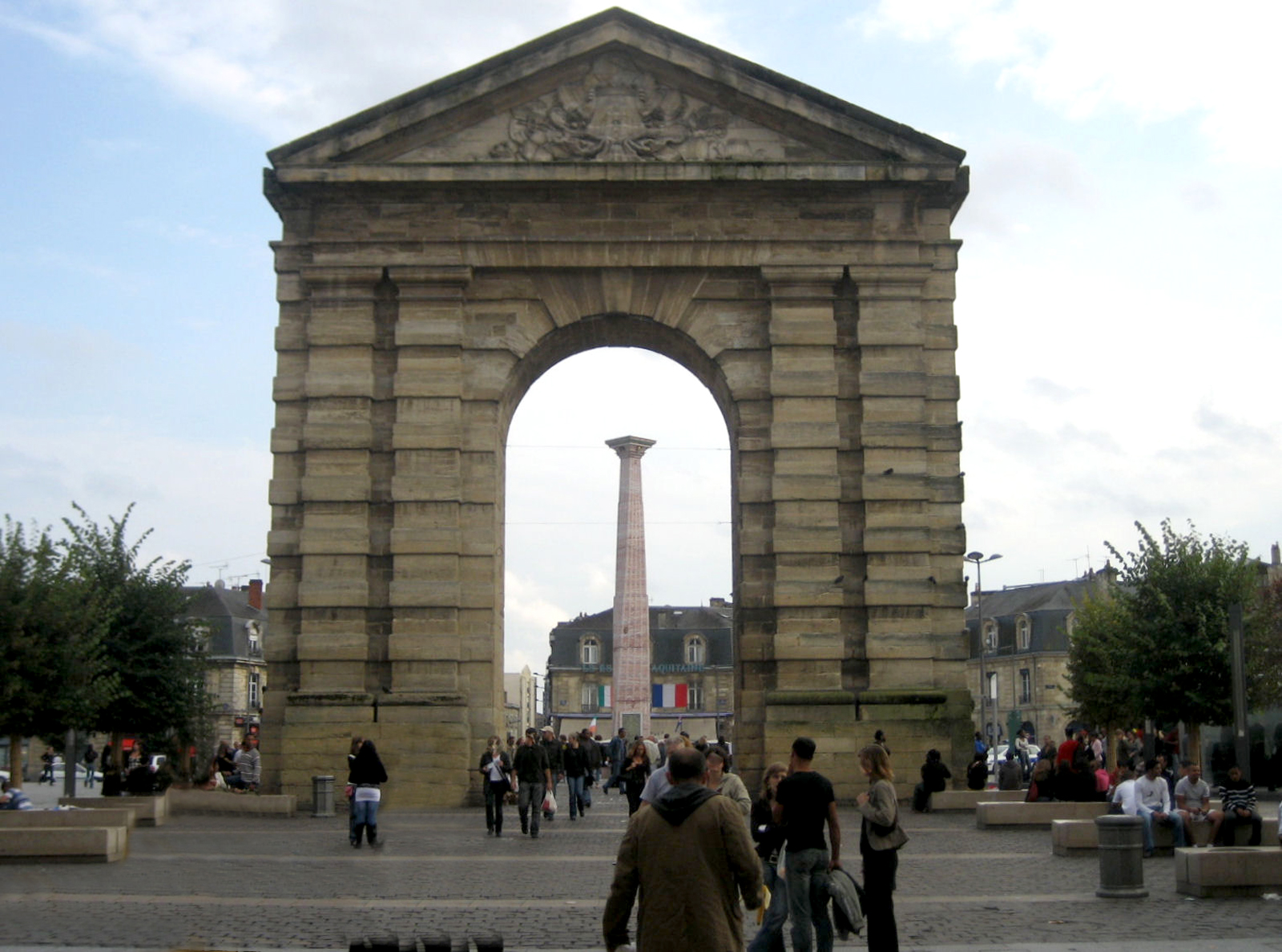
Ornements de l'autre côté : Armes de la ville émergeant d'une coupe sur laquelle retombent fruits et fleurs.

Amputée de ses deux guichets latéraux (qui marquaient l’entrée symbolique (et fiscale) en ville) en 1902, elle est depuis lors un des monuments emblématiques de la place de La Victoire, vers lequel convergent tous les regards.
Elle raccordait la vaste place d’Aquitaine (la Victoire) à une plus petite, côté rue Sainte-Catherine. La rue « Entre-deux-places » reliait – à juste titre –, ces deux places, en longeant le rempart.
L'édifice est inscrit au titre des monuments historiques par arrêté du 12 janvier 1931. Après la Seconde Guerre mondiale, elle a pris le nom de Porte de la Victoire.

### Porte Dijeaux

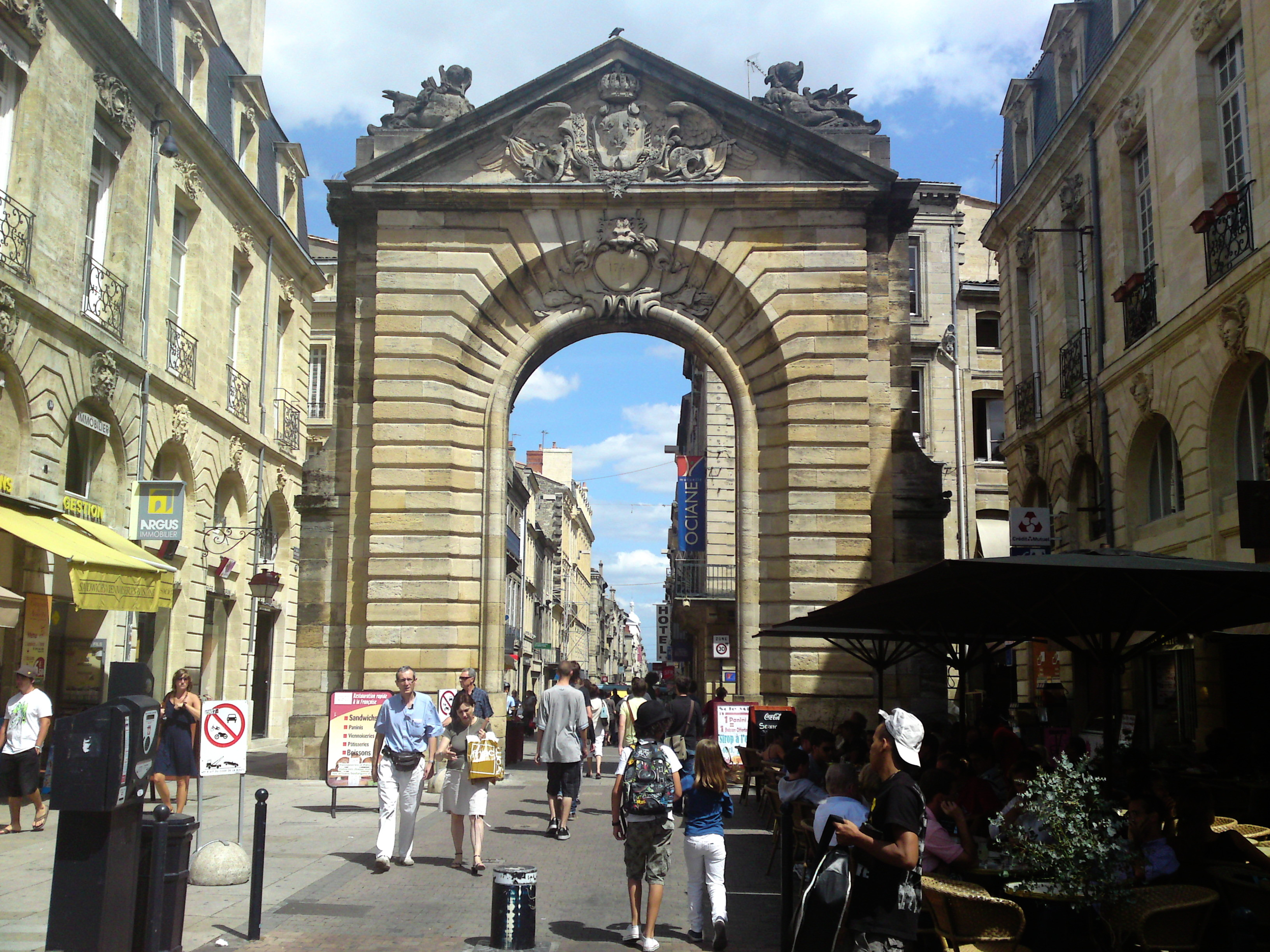
Porte Dijeaux.

La porte Dijeaux est située à l’extrémité ouest du decumanus formé par l'alignement des rues porte-Dijeaux et Saint-Rémi. Elle débouche sur la place Gambetta.
L'actuelle Porte Dijeaux est la troisième du nom. La première, l'une des quatorze portes de l'enceinte romaine bordelaise du IVe siècle, était une simple ouverture percée dans l'épaisseur de la face occidentale de la muraille, à l'extrémité d'une longue rue droite. Elle aurait été, selon Camille Jullian, la porte de Jupiter, « porta Jovia ». Elle n'a pas été touchée par l'agrandissement du XIIIe siècle vers le sud.
Les nouveaux remparts du XIVe siècle la déplacent de dix à douze mètres plus à l'ouest, dans le mur de la nouvelle enceinte, entre deux tours rondes en saillie sur le fossé. À l'extérieur, un merlon en forme de demi-lune, haut de 8 à 10 m servait de redoute. Cette porte qui faisait communiquer la ville avec le faubourg Saint-Seurin, servait aussi de défense en cas d'attaque venant du faubourg. Elle permit notamment de résister douze jours au siège du maréchal de la Mailleray après qu'il eut, à la tête des troupes royales, occupé le faubourg Saint-Seurin durant la Fronde de 1650.
Pour continuer les embellissements de Bordeaux effectués par l'intendant Tourny, les jurats décidèrent, en 1746, la création de la place Dauphine (actuelle place Gambetta) entre les anciennes portes du XIVe siècle Dauphine et Dijeaux et, en conséquence, la démolition de la demi-lune au-devant de celle-ci. En fait, la porte elle-même fut aussi détruite et a été remplacée par le monument actuel, construit par Voisin entre 1748 et 1753 sur les plans de l’architecte André Portier. Le décor est de Claude-Clair Francin. Elle marque l'aboutissement sur la place Dauphine d'une longue rue droite qui, partant de la place royale ouverte sur le fleuve, n'est autre que l'ancienne artère romaine « decumanus » qui menait à la porte de Jupiter.
Elle subsiste aujourd'hui isolée et privée de ses guichets piétons latéraux. On observe que, depuis ce temps, la ville s'est beaucoup étendue vers l'ouest.
La porte est rénovée en 1971 puis de nouveaux travaux ont démarré en janvier 2022 pour une durée d'environ cinq mois.
La porte Dijeaux est en pierre de Frontenac, pierre dure et dense, habituellement utilisée pour les fondations d’un bâtiment (pour les parties supérieures on utilise habituellement la pierre de Bourg). On peut remarquer dans cette pierre poreuse, des sédiments de coquilles.
La porte Dijeaux est également connue sous le nom de porte Dauphine (sous Louis XIV).
Son nom est historiquement attesté sous les formes instables : de Giu, Dijeu, Dijeus, Digaus, etc.
Il existe deux hypothèses au sujet de l'étymologie du mot "Dijeaux" : 
1. Selon l'abbé Baurein, son nom viendrait de porta deus Judias, "porte des Juifs" en gascon, parce qu'au Moyen-Âge, elle mettait la ville en communication avec le quartier juif du mont Judaïque[18].
2. D'après Camille Jullian, l'origine du nom serait en rapport avec le temple de Jupiter qui se dressait à cet emplacement à l'époque gallo-romaine. La porte se serait appelée Porta Jovis en latin et son nom actuel viendrait de la déformation de l'expression de Jòu signifiant "de Jupiter" en gascon, la langue traditionnelle de Bordeaux[10]. Le préfixe di- vient de l'attraction paronymique du mot gascon dijàus signifiant jeudi (le jour de Jupiter)[19].

Elle est classée monument historique le 2 juin 1921.

### Porte de Bourgogne

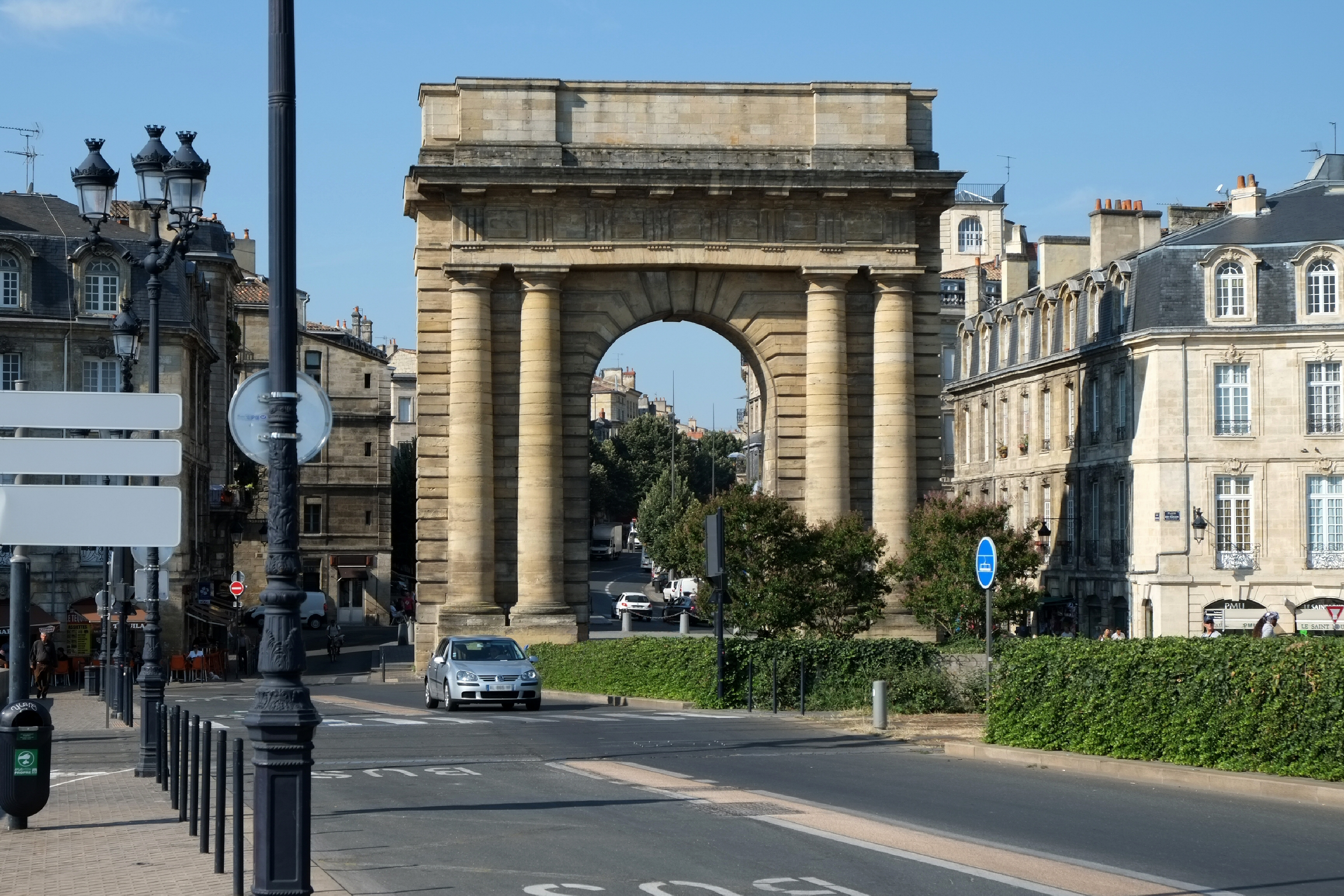
Porte de Bourgogne.

La porte de Bourgogne (appelée aussi Porte des salinières) est située place Bir-Hakeim, face au Pont de pierre, à l'extrémité des anciens fossés des Salinières actuels Cours Victor-Hugo (ancienne rue des Fossés) à l'emplacement de l'ancienne porte médiévale des Salinières. Elle marque l'entrée officielle de la ville sur l'ancienne route menant à Paris. Tourny souhaitait qu'elle constitue un accompagnement pour la Place Royale (actuelle Place de la Bourse).
Un arrêt du conseil du 10 juillet 1750 autorisa sa construction par l'architecte Chevet, assisté par Lartigue père.
Il fut décidé de changer son nom en celui de Porte-Bourgogne pour honorer le prince Louis, duc de Bourgogne le 24 janvier 1757.
Elle a été un temps la Porte Napoléon pour célébrer la venue de l'Empereur à Bordeaux en 1808.
Sa conception classique et moderne se rapproche de celle des arcs de triomphe, tel que celui de Titus à Rome, elle donnait l'image de la ville moderne du XVIIIe siècle. La mise en scène de la porte de Bourgogne intégrant la place en demi lune qui l'annonce, fut imaginée par l'intendant Tourny. Sa réalisation entre 1750 et 1755, est due à l'architecte André Portier sous la surveillance de l'architecte Ange-Jacques Gabriel. Initialement la porte de Bourgogne était entourée de 2 petites portes latérales (démolies en 1807) qui rejoignaient les façades uniformes de la place.
Deux colonnes d'ordre dorique se détachent du fond brossé pour supporter un puissant entablement. La sobre solennité de l'arc est due à l'absence de décorations, armoiries royales et trophées d'armes, abandonnées pour des raisons de solidité de la construction.
Lors de la construction du pont de Pierre, la place située devant la porte de Bourgogne fut rehaussée avec pour conséquence d'encaisser la porte. Aujourd'hui le trafic routier et le tramway l'isolent un peu plus de son environnement.
Elle est classée monument historique depuis le 2 juin 1921.

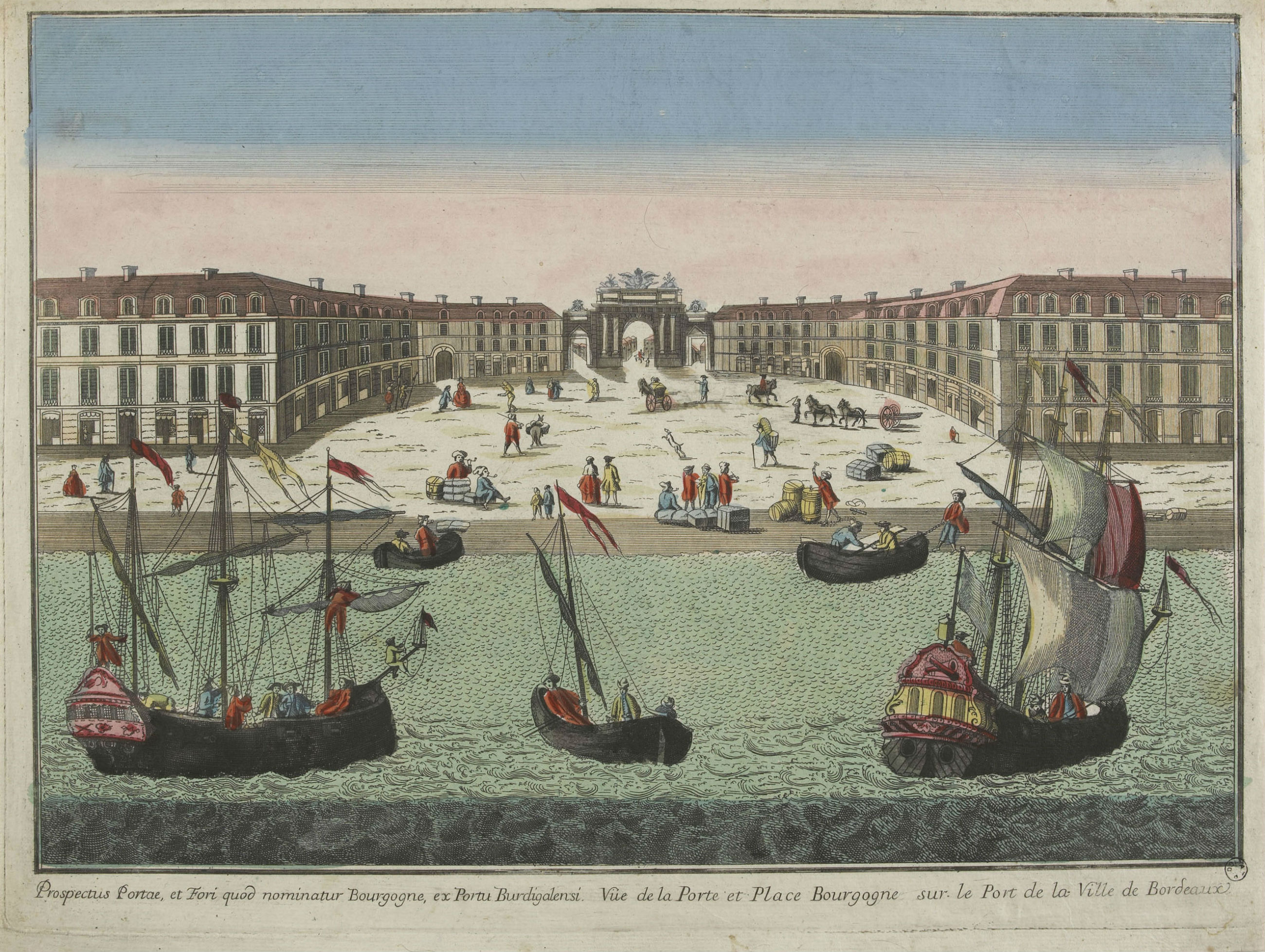
La Porte de Bourgogne vers 1750.

### Porte de la Monnaie

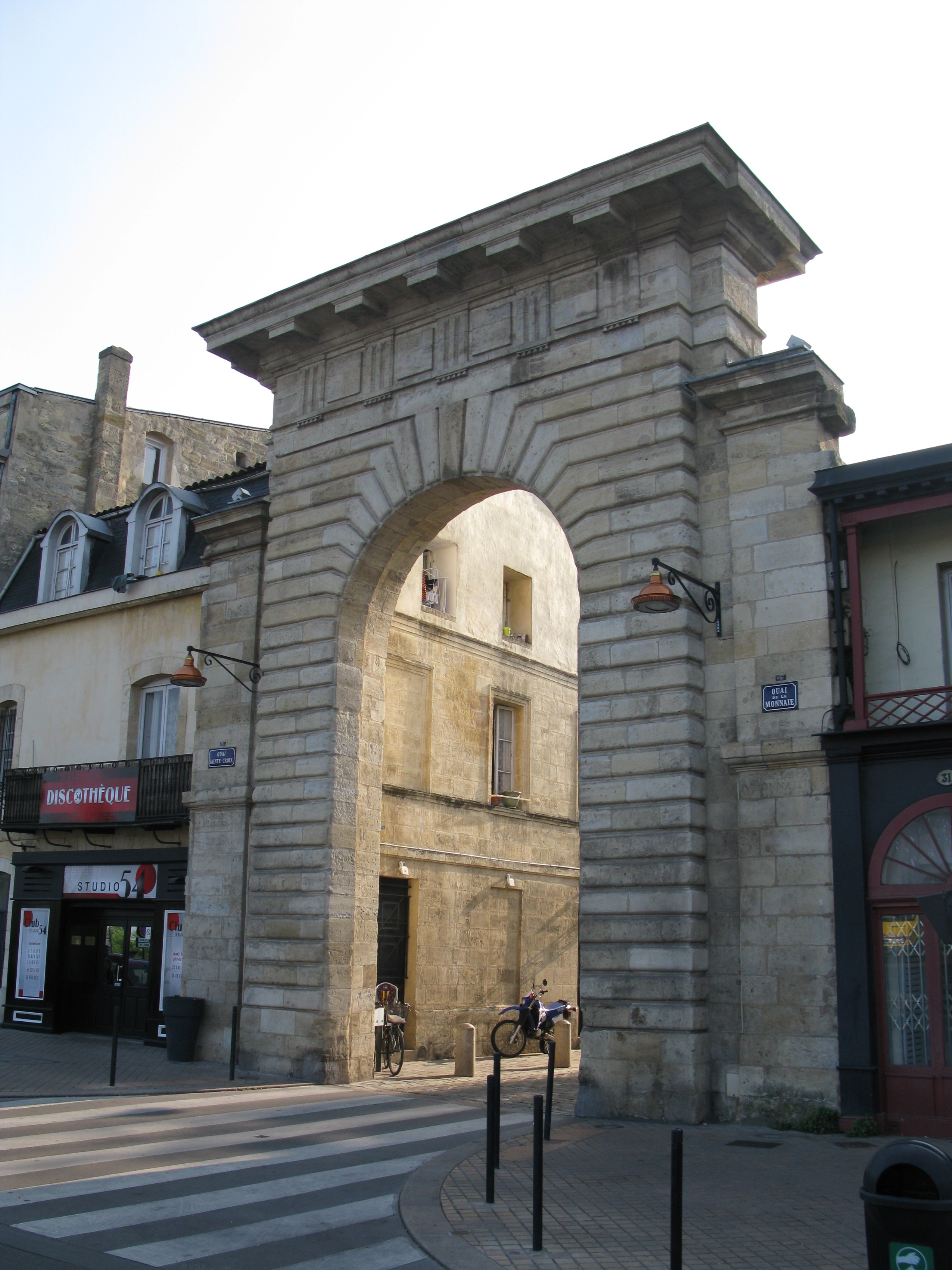
Porte de la Monnaie.

La Porte de la Monnaie est située sur les quais de la Monnaie, à mi distance entre pont de pierre et Pont Saint-Jean, et à quelques pas du conservatoire de musique.
Les murs de la ville empêchaient les habitants situés entre la porte de la Grave et la porte Sainte-Croix de communiquer avec le port.
Sur proposition de l'intendant Tourny, les jurats ordonnèrent la construction d'une nouvelle porte le 15 juillet 1752. Le début de sa construction remonte au 19 janvier 1758. Elle fut achevée le 25 juillet 1759.
Le nom donné à la porte vient de l'atelier de la monnaie qui venait d'être déplacé de l'ancien Hôtel de la Bourse à proximité de l'endroit où fut érigée la porte.
La porte est en forme d'arc de triomphe. Elle est plus petite et plus sobre que les autres portes de Bordeaux.
L'édifice est inscrit au titre des monuments historiques par arrêté le 12 avril 1965.

## Historique

### Le premier rempart du IIIe siècle
Sous l'Empire romain, Burdigala (nom antique de la ville de Bordeaux) se développe et devient une des villes les plus opulentes de la Gaule.
En 276 la ville est envahie par les barbares, pillée et incendiée.
En quelques jours, la ville n’existe plus ; des monuments comme l’Amphithéâtre (le palais Gallien) et les Piliers de Tutelle sont en ruines.
Bordeaux décide alors de devenir une ville fortifiée (un castrum) et de se protéger de futures attaques en érigeant entre 278 et 290, un rempart, de cinq mètres d’épaisseur et de neuf mètres de haut, entouré de deux fossés avec seulement quatre portes d’entrée.
6 tours, dressées tous les 50 mètres, défendent ce castrum. Ses fondations sont construites avec les restes des édifices détruits.
L'espace de la ville est réduit à une trentaine d’hectares, dans une enceinte de 740 mètres sur 480 mètres.
Le tracé couvre ces actuelles voies : les cours d'Alsace-Lorraine, la rue des Remparts et les cours du Chapeau-Rouge et de l'Intendance.
À l’intérieur, deux artères principales façonnent la cité : le cardo maximus (actuelle rue Sainte-Catherine) fait route du Nord vers le Sud et rencontre le decumanus maximus qui passe d’Est en Ouest (à côté du cours du Chapeau-Rouge qui était un fossé).
Lors de l’édification de cette enceinte, 4 portes permettent l’entrée dans la ville :
- La porta Medoca (porte Médoque) (vers le Médoc) au nord, située vers la place de la Comédie, détruite au milieu des années 1770 parce qu’elle gênait le chantier du Grand Théâtre[27].
- La porta de la Cadena (Porte de la Cadène) (du mot chaîne) au sud, côté rue du Loup (proche du croisement de la rue Sainte-Catherine et du cours d'Alsace et Lorraine), détruite en 1728 en même temps que les murailles pour la commodité de l’élargissement des rues en vigueur à l’époque.
- La porta Jovia (nom qui évoque Jupiter), à l'ouest, qui mène au quartier Saint-Seurin.
- La Porta Navigera (porte Navigère), porte maritime, située rive droite de l'estey de la Devèze, à l'entrée d'un chenal d'accès protecteur.

Cette dernière devait avoir une architecture très particulière car elle mettait en communication le fleuve et le port intérieur. Elle avait probablement deux arcades flanquées de deux tours semi-circulaires et une orientation Ouest-Est.
Le rempart, orienté Nord-Sud, s'interrompait à cet endroit, et reprenait en décalage, à hauteur de cette porte fortifiée, en chicane, ce qui renforçait le système de défense du port intérieur.
Il est possible également qu'un système d'écluse permettait de fermer le port intérieur à marée descendante pour qu'il ne se vide pas.
Elle se trouvait au sud de l'actuelle église Saint-Pierre.
Au Moyen Âge, elle a été remplacée par la porte Saint-Pey.

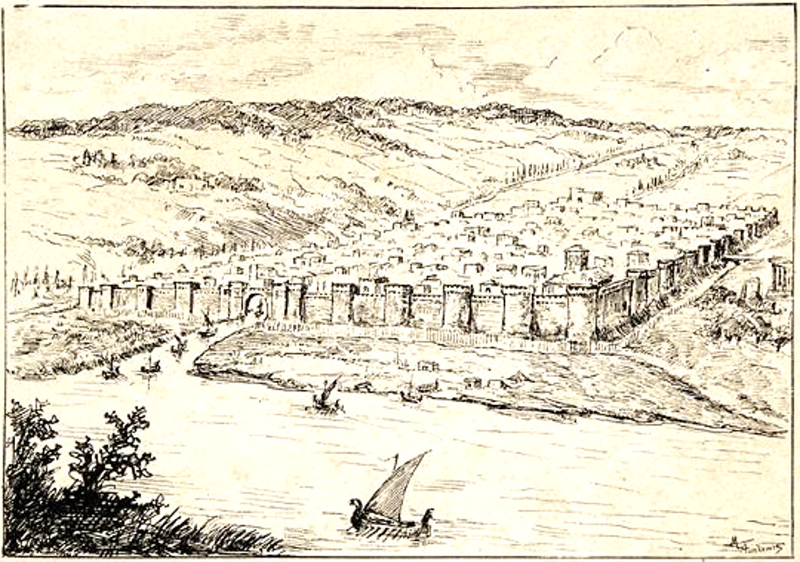
Père de Moniquet, La Vie de Saint Delphin, 1893 : Reconstitution de Bordeaux au IVe siècle. Gravure sur bois d’après le dessin de M. de Fonrémis (Archives municipales de Bordeaux, XL B 1).
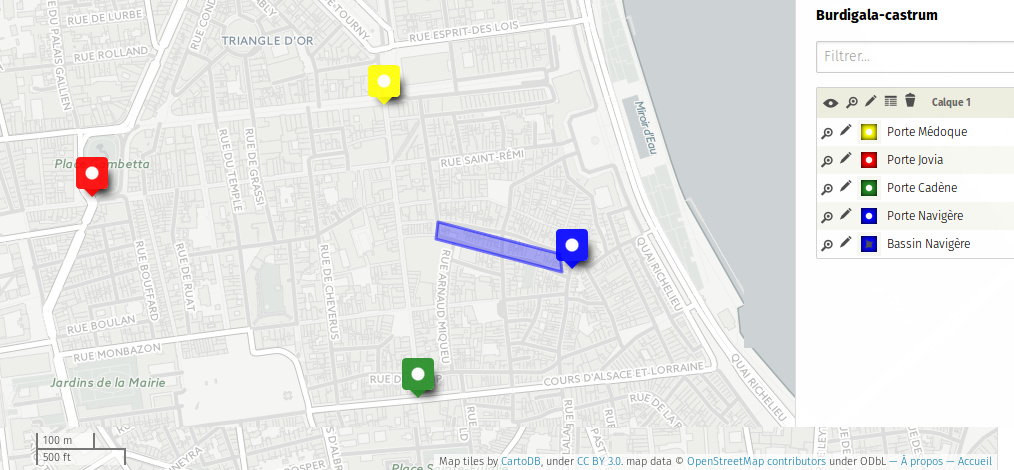
Situation des Portes de ville de Burdigala sur le plan actuel de Bordeaux.

Ausone écrit à l'époque que « "L'enceinte carrée de ses murailles élève si haut ses tours superbes que leur sommet aérien perce les nues. On admire au dedans les rues qui se croisent, l'alignement des maisons et la largeur des places fidèles à leur nom ; puis les portes qui répondent en droite ligne aux carrefours ».
De nos jours, la cour intérieure d'un immeuble, situé Passage de la Tour de Gassies, abrite les vestiges d'une des tours qui jalonnaient les remparts de la ville au IIIe siècle.

### Nouvelles portes et second rempart

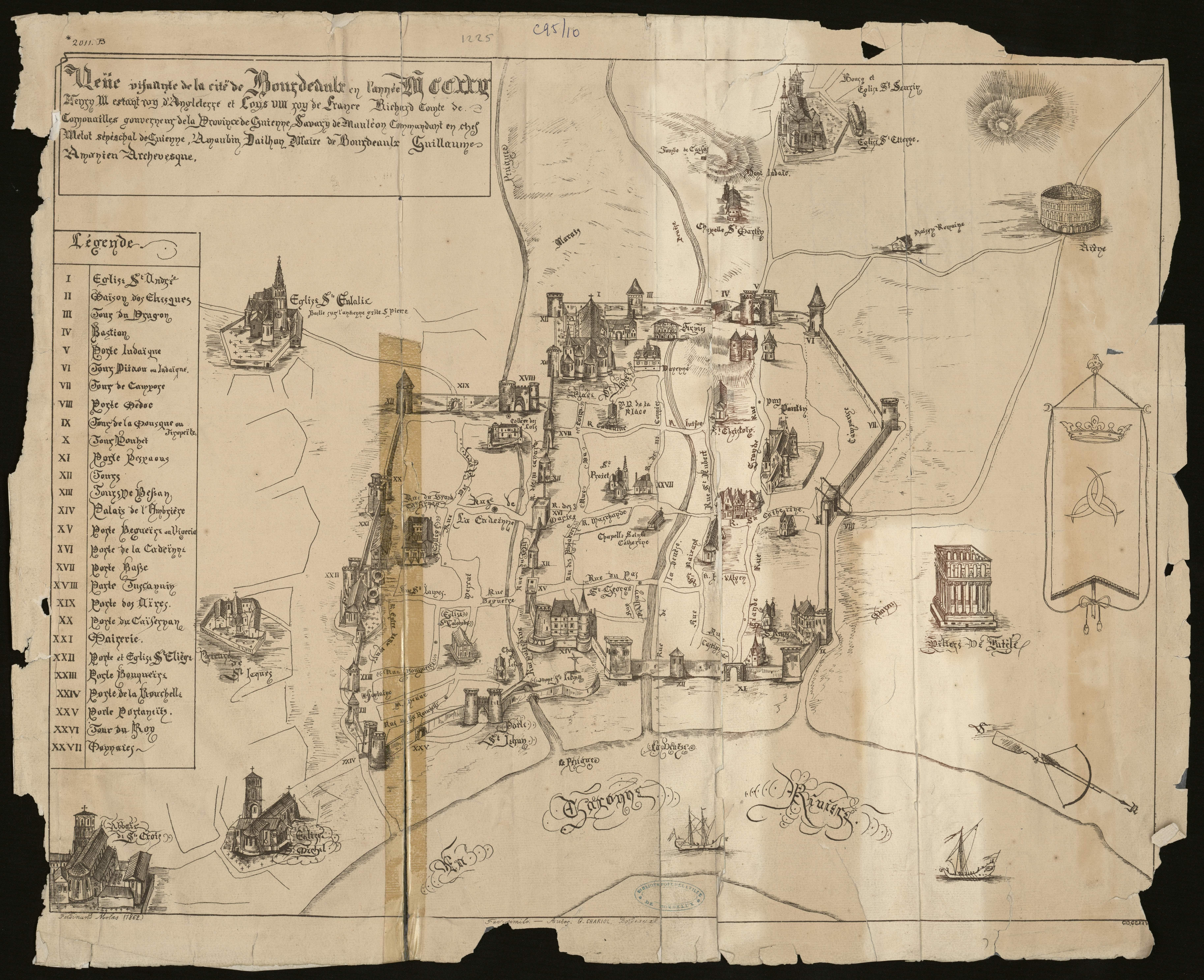
Bordeaux en 1229.

Au fil des siècles, Bordeaux s’est agrandie et de nouveaux faubourgs sont nés.
Dans les murailles antiques furent percées deux portes médiévales : la Porta Begueyra (porte Begueyre) en 950 à proximité du croisement entre la Rue du Pas-Saint-Georges et le Cours d'Alsace-Lorraine, probablement détruite au XVIe siècle, et la Porte Basse (en 980 au croisement de la Rue de Cheverus et du Cours d'Alsace-Lorraine, démolie en 1803.
En 1154 Henri II Plantagenêt devient roi d'Angleterre, et le Duché d'Aquitaine dont Bordeaux faisait partie  passe sous la couronne d'Angleterre.
En 1205-1206 Alphonse VIII, roi de Castille, parvient aux portes de Bordeaux, qu'il assiège sans succès.
En 1227, pour protéger les quartiers neufs au sud (le bourg autour de l'église Saint-Éloi, rue Neuve, la Rousselle) et le palais de l'Ombrière on érige alors un deuxième rempart, extension du premier, pour les intégrer dans l’enceinte. Une cinquantaine de tours et 6 nouvelles portes, dont la seule qui subsiste, la porte Saint-Éloi (la Grosse Cloche), sont ajoutées.
Achevée en 1245, l’enceinte était constituée de deux murs presque parallèles, espacés au maximum d’une dizaine de mètres et nécessita des travaux considérables : 1 800 m de courtines entièrement bordées de fossés
Une trentaine de tours engagées dans les courtines ou liées aux têtes de murs de part et d’autre des portes scandaient la muraille.
Au nombre de six, les portes étaient défendues par des châtelets (ou « barbacanes ») composés d’un ou deux couples de tours.
De ces 6 portes seule subsiste la porte Saint-Éloi (la Grosse cloche).
Une telle structure défensive urbaine était exceptionnelle, seule la cité de Carcassonne présente encore une double muraille.
- La Porta deu Puts-de-Toscanan (porte Toscanan) ouverte en 1189 en travers du cours d'Alsace et Lorraine, proche de la Porte Basse, fut détruite en 1866 lors du percement de ce dernier.
- La Porta de Las Eyras (porte des Ayres) (en référence aux aires de terrains libres à occuper) bâtie également en 1189 proche du cours d'Alsace et Lorraine, s’adosse au rempart gallo-romain, à l’entrée de la Rue des Ayres et du Musée d'Aquitaine. Elle s'ouvre s’ouvre en direction de Pessac, Talence et Mérignac. Elle fut détruite au XVIIe siècle.
- La Porta deus Carmes (porte Cayffernan ou Cahernan), ouverte en 1307 au croisement de la Rue Sainte-Catherine et du Cours Victor-Hugo, fut démolie en 1798.
- La Porta Boqueyra (porte Bouquière) à l’embouchure de la rue des Boucheries et du Cours Victor Hugo.
- La Porta de la Rossella (porte de la Rousselle), située au Sud, près du port, fut bâtie en 1189 et détruite en 1606 avec ses murailles. Son nom provient du gascon « Rosseu » qui rappelle le poisson la roussette ou rousselle.

### Troisième rempart
En 1327, la volonté d'intégrer les nouveaux faubourgs Sainte-Croix, Sainte-Eulalie, Saint-Michel et le passage du Duché d'Aquitaine à l’Angleterre, menacé par les Rois de France, incita à fortifier ces faubourgs avec un troisième rempart, ouvert par une trentaine de portes en pierre, protégées par des tours, des ponts-levis, des barbacanes, des meurtrières. Bordeaux, ville close ressemblait alors à Carcassonne ou Concarneau.
Voici une liste de portes de cette époque :
- La porte de l'Orne-de-Casse, au bas du cours du Chapeau-Rouge;
- La porte deu Redge, qui s'ouvrait sur l'emplacement des bains des Quinconces  ;
- La porte d'Audeyola, dans les environs des colonnes rostrales;
- La porte Sent-German, au bout nord-ouest des Allées de Tourny;
- La porte Dijeus, sur l'emplacement de  l'actuelle porte Dijeaux;
- La porte Sent-Syphorian, vers le milieu de la rue des Remparts;
- La porte deu Far, au bout occidental de la rue du Ha;
- La porte Senta-Eulalia, au sud de l'église Sainte-Eulalie;
- La porte Sent-Jidian,  au bout méridional de la rue Sainte-Catherine ;
- La porte deu Mirailh, au sud de la rue du Mirail et à l'est de la porte d'Aquitaine;
- Lo Grand-Portait-de-Senta-Orotz, sur l'emplacement de l'abattoir;
- La porta Senta-Crotz-debert-la-Ribeyre, au bout inférieur de la rue du Port;
- La porte de Bayssac, au bout de la rue de  Beysac;
- La porte de La Graba, au bout oriental de la rue des Faures;
- La porte de Pey-Miqueu, entre la rue des Faures et la porte de Bourgogne;
- La porte de Las Salineyras, à l'ouest de la  porte de Bourgogne, et  près de  l'entrée  de  la  rue  de  la  Rousselle;
- La porte Sent-Johan, près de l'extrémité orientale du Cours d'Alsace et Lorraine;
- La porte deu  Peugue (ou  deu  Brisson), à l'embouchure du Peugue dans la rue Ausone;
- La porte deu  Calhau, au bas de la place du Palais, un peu à l'ouest de l'actuelle porte Cailhau;
- La porte Sent-Pey, derrière l'église Saint-Pierre;
- La porte deus  Paus,  un peu au nord de la fontaine des Trois Grâces.

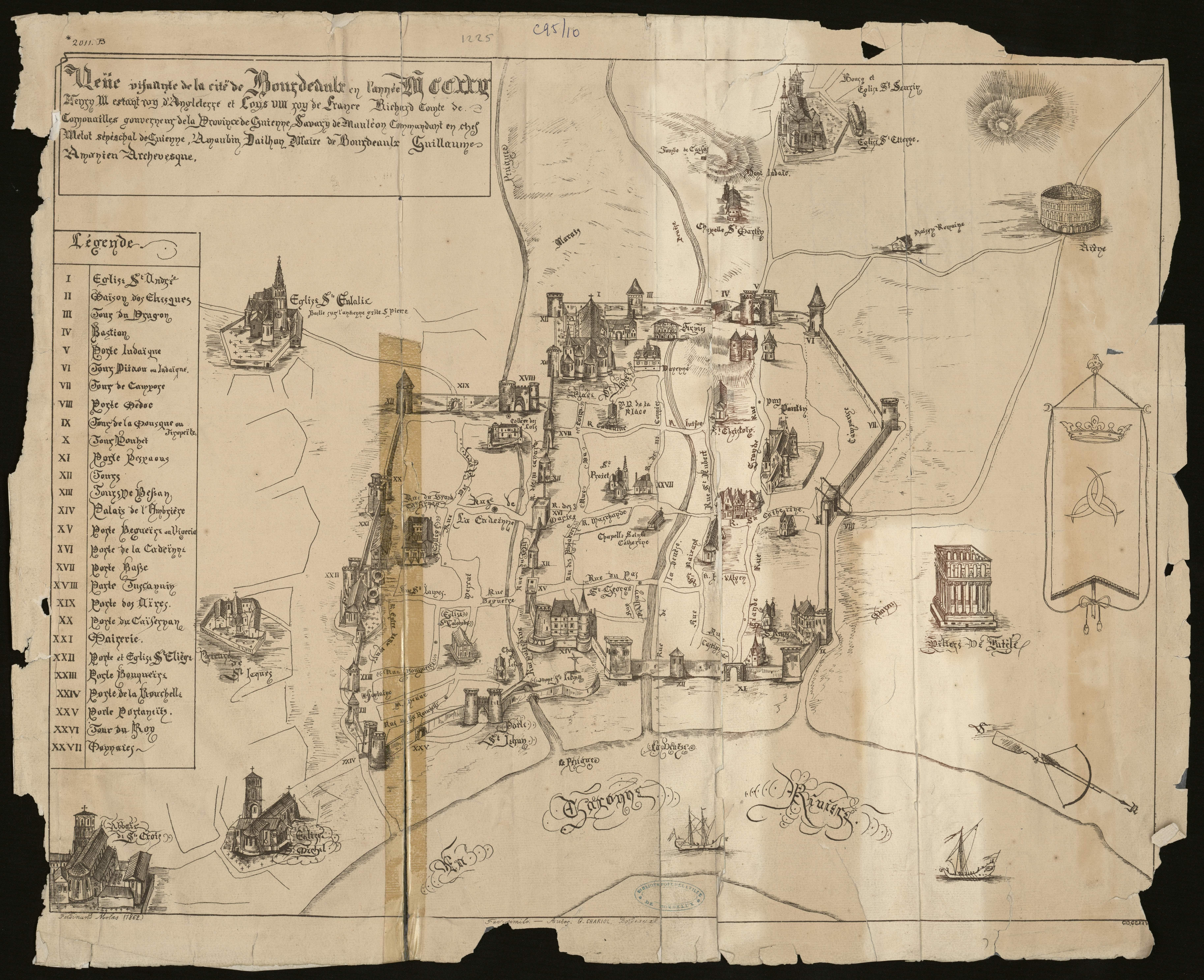
Bordeaux en 1229.
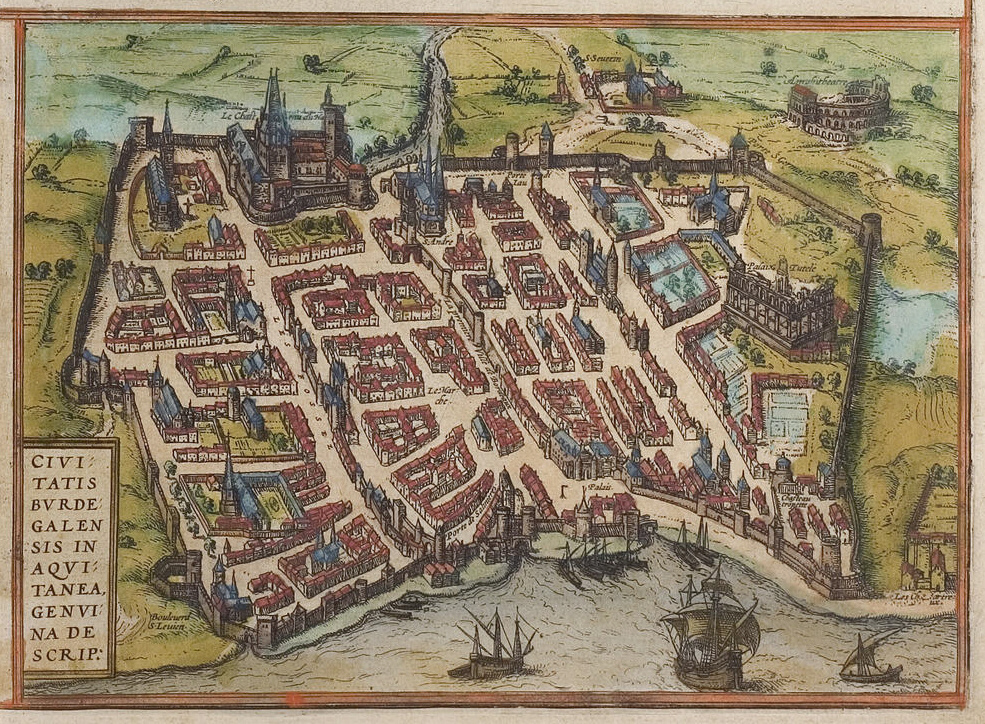
Plan de Bordeaux au XIVe siècle.
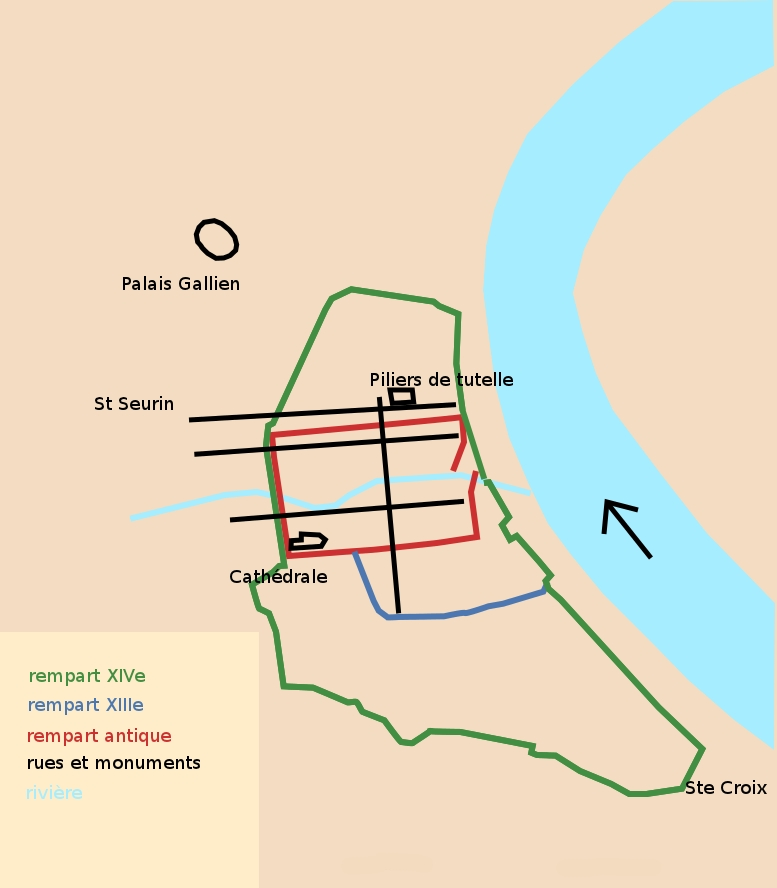
Les 3 enceintes de Bordeaux.

### À partir de 1743: destruction des portes militaires, remplacées par des portes décoratives

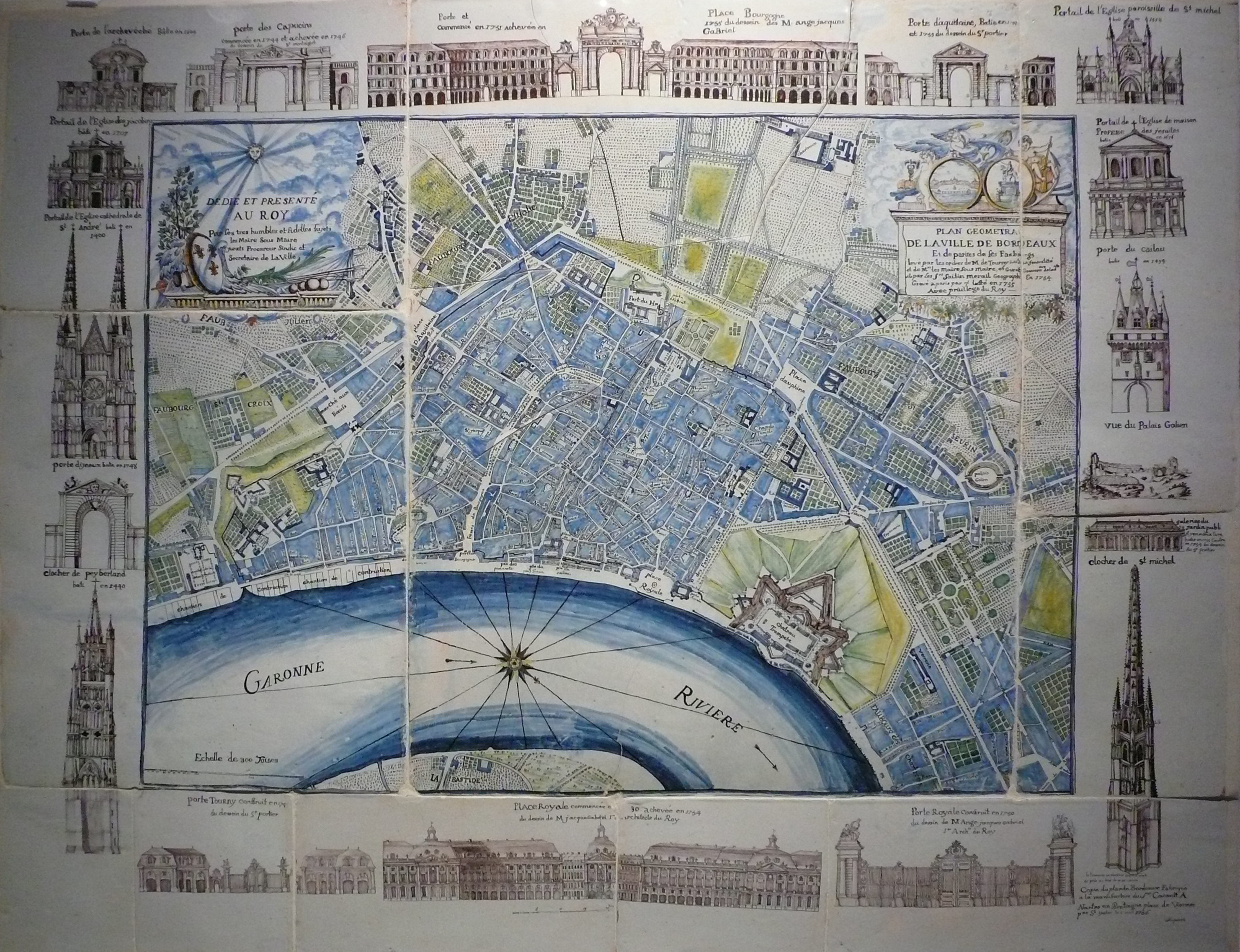
Plan de Bordeaux en 1756.

À partir de 1743, sur ordre du roi de France Louis XV, l’intendant Tourny ordonne la destruction du rempart et le comblement des fossés.
L'architecte André Portier construit, à la place des portes fortifiées de la vieille ville, des arcs de triomphe majestueux comme la Porte d'Aquitaine (place de la Victoire), la porte Dijeaux (place Gambetta/ Rue Porte Dijeaux), la porte de la Monnaie (quai de la Monnaie) ou encore la porte de Bourgogne (place de Bir-Hakeim).
De nos jours, de la trentaine des portes de cette époque n'en subsistent que quatre : la Porte d'Aquitaine, la porte de Bourgogne, la porte Dijeaux et la porte de la Monnaie.

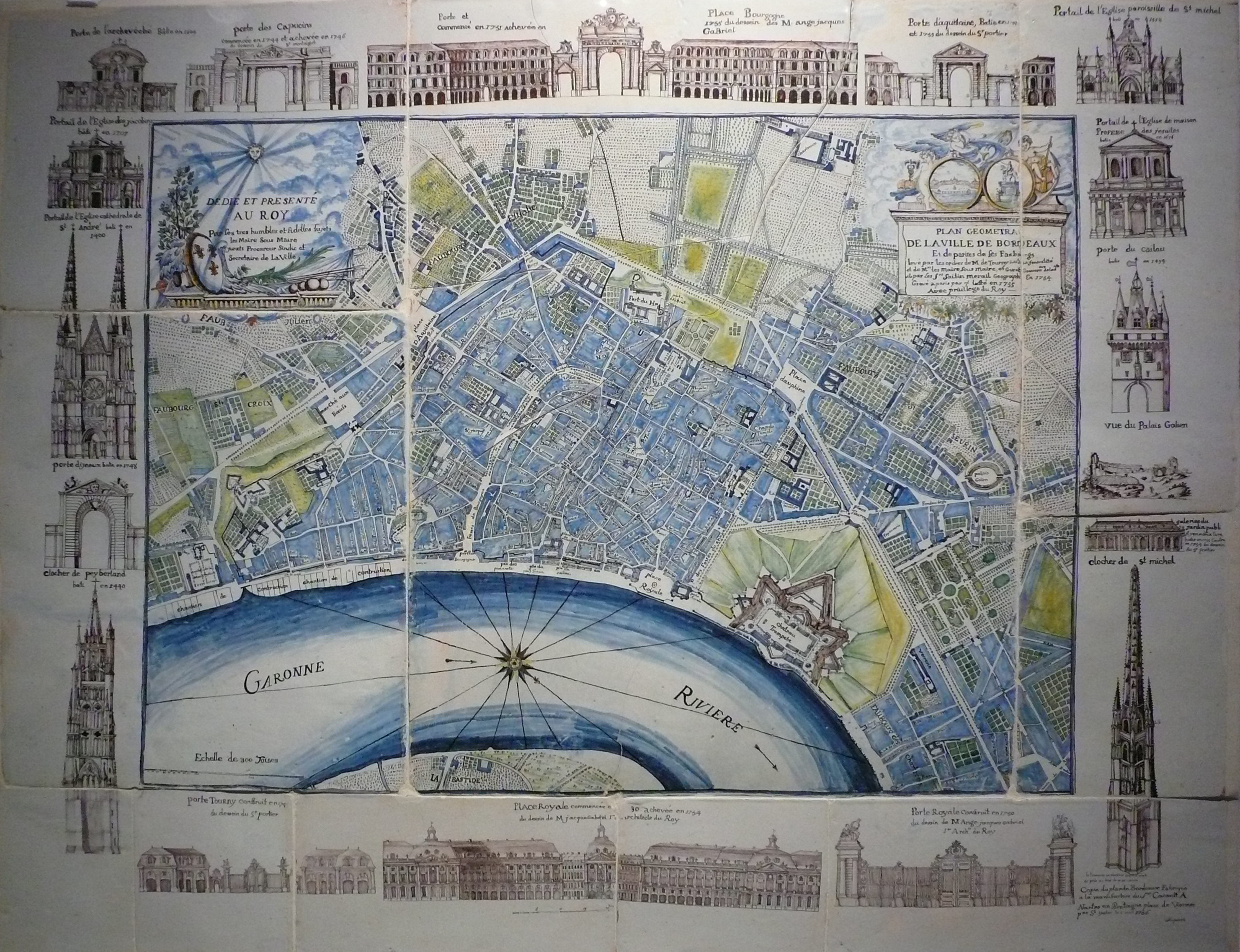
Plan de Bordeaux en 1756.